# Наступление «Движения 23 марта» (с 2022)
В ноябре 2021 года поддерживаемая Руандой повстанческая группировка «Движение 23 марта» (M23) начала нападения на Вооружённые силы ДР Конго (FARDC) и миссию ООН по стабилизации в ДР Конго (MONUSCO), захватив военные позиции в Ндизе, Чьянзу и Руньони, Северное Киву. Это совпало с развёртыванием Народных сил обороны Уганды (UPDF) в регионе для борьбы с Альянсом демократических сил (ADF), угандийской повстанческой группировкой, действующей в Северном Киву и провинции Итури.
Конфликт обострился в период с марта по июнь 2022 года, когда «Движение 23 марта» захватило ключевые районы на территории Рутшуру, включая стратегический пограничный город Бунагана, вынудив конголезских солдат бежать в Уганду. Уганда заявила, что Руанда организовала наступление, чтобы подорвать операции Народных сил обороны Уганды против Альянса демократических сил, в то время как Руанда заявила, что Уганда использует элементы «Движения 23 марта» для создания угрозы своей национальной безопасности. ДР Конго обвинила Руанду в поставках вооружения и реорганизации повстанческого движения, что было подтверждено докладом Группы экспертов Совета Безопасности ООН. Руанда и «Движение 23 марта», в свою очередь, обвинили ДР Конго в сотрудничестве с Демократическими силами освобождения Руанды (FDLR) и заявили, что их кампания направлена на защиту баньямуленге от агрессии Демократических сил освобождения Руанды. В докладе Совета Безопасности ООН отмечалось, что военные вторжения Руанды на территорию Конго начались до предполагаемого сотрудничества Вооружённых сил ДР Конго и Демократических сил освобождения Руанды, при этом аналитики утверждали, что возрождение «Движения 23 марта» было в первую очередь обусловлено экономическими и коммерческими интересами, а не этнополитическими или проблемами безопасности.
Конфликт вызвал региональное вмешательство, что побудило Восточноафриканское сообщество (EAC) развернуть Региональные силы Восточноафриканского сообщества (EACRF) для стабилизации ситуации. 26 января 2023 года «Движение 23 марта» захватило Китчангу. Раздражённое предполагаемым бездействием Региональных сил Восточноафриканского сообщества, правительство Конго обратилось за военной помощью к Сообществу по вопросам развития стран юга Африки (SADC) и создало резервный корпус, который поощрял формирование ополченцев в рамках движения Вазалендо вблизи районов, контролируемых «Движением 23 марта». В июне 2023 года Human Rights Watch задокументировала широкомасштабные нарушения прав человека со стороны «Движения 23 марта», включая внесудебные казни, сексуальное насилие и другие военные преступления, с обвинениями в соучастии Руанды. Впоследствии Совет Безопасности ООН призвал ввести санкции против лидеров «Движения 23 марта» и обвинил высокопоставленных руандийских чиновников в насилии. К марту 2024 года «Движение 23 марта» начало дальнейшие наступления, включая северное наступление на территорию Рутшуру, захватив Руинди и рыболовный промысел Витшумби вдоль озера Эдвард. В апрельском докладе, подготовленном по заказу Совета Безопасности ООН, подсчитано, что на востоке ДР Конго находилось от 3000 до 4000 военнослужащих Сил обороны Руанды (RDF), что превышает предполагаемые 3000 бойцов «Движения 23 марта». В июне 2024 года силы «Движения 23 марта» и Сил обороны Руанды захватили Каньябайонгу и Кирумбу и впервые вошли на территорию Луберо. Дипломатические усилия, возглавляемые президентом Анголы Жуан Лоренсу, зашли в тупик после того, как президент Поль Кагаме не смог присутствовать на трёхстороннем саммите в Луанде 15 декабря, на котором должен был рассматриваться вопрос Демократических сил освобождения Руанды вместе с президентом Феликсом Чисекеди и президентом Лоренсу. Отсутствие Руанды усилило подозрения, что её участие в восточной части ДР Конго было обусловлено в первую очередь экономическими интересами, в частности доступом к минеральным ресурсам Киву, а не проблемами безопасности.
Начиная с января 2025 года «Движение 23 марта» начало совершать крупные наступления в направлении Гомы и Букаву, провинциальных столиц Северного Киву и Южного Киву, при предполагаемой поддержке Руанды, что усилило растущую напряжённость между двумя странами. К 30 января «Движение 23 марта» захватило всю Гому и начало наступление в направлении Букаву, захватив город к 16 февраля. После взятия Гомы «Движение 23 марта» объявило о намерении идти на Киншасу.
Примечание: территории, группировки, вождества — термины административно-территориального деления ДР Конго.

## Предыстория

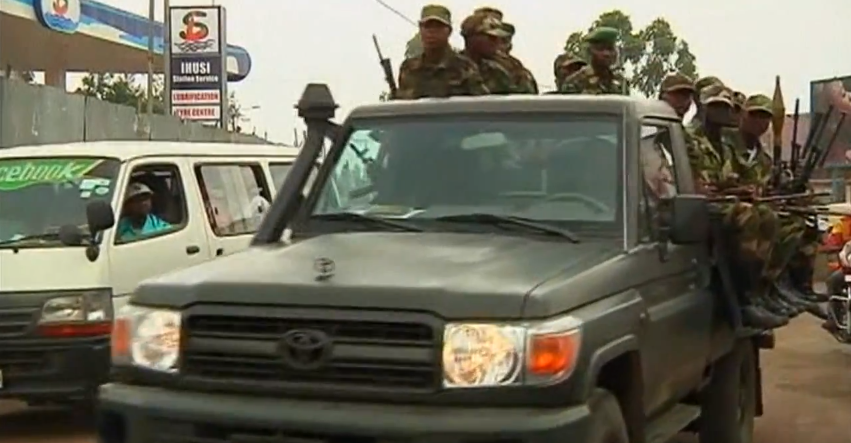
Повстанцы «Движения 23 марта» в Гоме, ноябрь 2012 г.

«Движение 23 марта» подняло восстание на северо-востоке Демократической Республики Конго (ДР Конго) с 2012 по 2013 год. «Движение 23 марта» было сформировано дезертирами из Национального конгресса народной обороны (CNDP), которые интегрировались в Вооружённые силы ДР Конго (FARDC) после мирного соглашения 2009 года. Соглашение, которое было заключено после ареста лидера Национальный конгресс народной обороны генерала Лорана Нкунды, включало положения об освобождении заключённых, преобразовании Национальный конгресс народной обороны в политическую партию, реинтеграции беженцев и включении членов Национального конгресса народной обороны в государственные учреждения и национальную армию. Однако сопротивление местных общин, которые считали лидеров Национального конгресса народной обороны виновниками преступлений, помешало полной реализации этих мер. Бывшие бойцы Национального конгресса народной обороны в армии были обвинены в использовании своих позиций для незаконной торговли минералами. Восстание официально началось 6 мая 2012 года, завершившись столкновениями с конголезской армией и Миссией ООН по стабилизации в ДР Конго (MONUSCO). И Национальный конгресс в защиту народа, и первое восстание Движения 23 марта были поддержаны Руандой и Угандой. Human Rights Watch обвинила «Движение 23 марта» в совершении военных преступлений, включая массовые казни, сексуальное насилие и принудительную вербовку, и предположила, что некоторые руандийские должностные лица были соучастниками из-за их постоянной поддержки операций «Движения 23 марта». Восстание было подавлено совместной кампанией сил ДР Конго и MONUSCO. После заключения мирного соглашения «Движение 23 марта» было в значительной степени расформировано, его бойцы были разоружены и перемещены в лагерь беженцев в Уганде.
Несмотря на соглашение, военные действия между «Движением 23 марта» и ДР Конго продолжались. В 2017 году командир «Движения 23 марта» Султани Макенга и около 100—200 его последователей бежали из Уганды, чтобы возобновить своё мятежное движение, разбив лагерь на горе Микено в приграничной зоне между Руандой, Угандой и ДР Конго. 7 ноября 2021 года войска Макенги провели мелкомасштабную атаку на позиции Вооружённых сил ДР Конго в Ндизе, Чьянзу и Руньони, в результате чего погибло четыре человека. Однако это наступление не имело большого эффекта, поскольку «Движение 23 марта» больше не получало значительной международной поддержки. В том же месяце Уганда и ДРК значительно улучшили свои отношения, сотрудничая против общего врага — Альянса демократических сил во время операции Шуджаа. В начале 2022 года все большее число бойцов «Движения 23 марта» начали покидать свои лагеря и возвращаться в ДР Конго; повстанческое движение предприняло ещё больше атак в феврале 2022 года, но они были отражены. Руководство «Движения 23 марта» утверждало, что части их движения возобновили мятеж, поскольку условия мирного соглашения 2013 года не соблюдались правительством ДР Конго. Повстанцы также утверждали, что они пытались защитить меньшинство тутси в Киву от нападений Демократических сил освоождения Руанды (FDLR), хотя критики указывали, что Демократические силы за освобождение Руанды больше не представляют существенной угрозы и что операции «Движения 23 марта» начались до того, как активизировалось сотрудничество между Вооружёнными силами Демократической Республики Конго и Демократическими силами за освобождение Руанды. Между тем, власти Уганды обвинили Руанду в возобновлении мятежа «Движения 23 марта» после того, как были нарушены его экономические интересы в ДР Конго. Ранее, в июне 2021 года, президенты Поль Кагаме и Феликс Чисекеди подписали соглашение, разрешающее Dither Ltd, предположительно связанной с руандийскими военными, очищать золото, добытое SAKIMA. Эта сделка рассматривалась как попытка прекратить финансирование вооружённых группировок, наживающихся на контрабанде полезных ископаемых. Однако, поскольку обвинения в поддержке Руанды «Движения 23 марта» росли, ДР Конго приостановила действие соглашения в начале июня 2022 года.
Ситуация ещё больше осложнилась фракционностью внутри «Движения 23 марта», поскольку движение было разделено на враждующие группы, а именно «Альянс за спасение народа» во главе с Жаном-Мари Рунигой и «Революционную армию Конго» Бертрана БисимвыБертрана Бисимвы соответственно. Кроме того, группа Макенги была де-факто отделена от других сил «Движения 23 марта», которые по-прежнему в основном базировались в Уганде. Более поздние исследования, организованные Советом Безопасности ООН, показали, что возвращение Макенги к повстанческому движению положило начало постепенному перевооружению и восстановлению «Движения 23 марта», а «Революционная армия Конго» Бисимвы присоединилась к этим усилиям в конце 2021 года, реорганизовав своих оставшихся бойцов и набрав новых в сотрудничестве с Макенгой. Считается, что штаб-квартира восстановленного «Движения 23 марта» находится на горе Сабьиньо.
К 2022 году «Движение 23 марта» была лишь одной из 120 вооружённых группировок, действовавших на востоке ДР Конго. До марта 2022 года конголезское правительство пыталось укрепить свои позиции против возрождающегося «Движения 23 марта», отправив больше войск. Однако такие меры ослабили его присутствие в других районах, например, в районах, затронутых мятежом Альянса демократических сил.

## Наступление

### Первые атаки повстанцев
Ночью 27 марта 2022 года повстанцы «Движения 23 марта» начали новое наступление в Северном Киву, сначала атаковав деревни Тшанзу и Руньони на территории  Рутшуру из своих опорных пунктов на окружающих холмах. Эти две деревни были важными опорными пунктами движения «Движения 23 марта» во время восстания 2012—2013 годов. Сообщается, что нападение повстанцев возглавил Султани Макенга. Правительство ДР Конго заявило, что Руанда поддержала операцию повстанцев, что было опровергнуто правительством Руанды и повстанцами. Исследователь Международной кризисной группы Онесфор Сематумба утверждает, что утверждения о помощи Руанды правдоподобны. Он предположил, что возрождение «Движения 23 марта», вероятно, было вызвано желанием Руанды остановить инфраструктурный проект, который свяжет ДР Конго и Уганду.
29 марта Вооружённые силы ДР Конго смогли отразить атаку повстанцев на пограничный город Бунагана, но «Движение 23 марта» захватили несколько деревень, включая Мугинго, Гасиза, Ченгереро, Ругамба, Киботе, Басеке и Кабинди. Также, в Тшанзу потерпел крушение вертолёт ООН, в результате чего погибли восемь миротворцев MONUSCO (шесть пакистанцев, один россиянин и один серб). Вооружённые силы ДР Конго обвинили повстанцев «Движения 23 марта» в том, что они сбили самолёт. В Бунагане Вооружённые силы ДР Конго получили поддержку от Народных сил обороны Уганды (UPDF). Сухопутные войска Народных сил обороны Уганды пересекли границу, в то время как угандийские самолёты бомбили повстанцев. К 1 апреля столкновения в Рутшуру привели к перемещению 46 000 местных жителей, по данным Управления Верховного комиссара ООН по делам беженцев. Тем временем бойцы «Движения 23 марта» временно отступили на свои горные базы, а их первые атаки были расценены как провал. Они объявили об одностороннем прекращении огня. Один бывший офицер «Движения 23 марта» сообщил газете Die Tageszeitung, что совершенно неясно, чего именно пытались добиться наступательные действия повстанцев, и предположил, что Макенга, возможно, надеялся на последнюю битву, чтобы умереть на своей родине.

### Провал мирных переговоров и возобновление боевых действий
6 апреля Вооружённые силы ДР Конго отвергли любые переговоры с силами «Движения 23 марта», базирующимися в ДР Конго, и начали контратаку. Четыре дня спустя «Движение 23 марта» объявило, что выведет свои войска из любых деревень, захваченных во время предыдущих столкновений. Однако по мере того, как бои продолжались, Вооружённые силы ДР Конго всё больше сдавали позиции повстанцам. В конце апреля правительство ДР Конго и несколько повстанческих групп провели мирные переговоры в Найроби,] но фракция Бисимва из «Движения 23 марта» добровольно покинула или была исключена из переговоров из-за продолжающихся столкновений в Северном Киву.
Силы «Движения 23 марта», как сообщается, возглавляемые Макенгой и включающие фракцию Бисимва, возобновили наступление в мае. Как сообщается, эта операция была поддержана по меньшей мере 1000 руандийских солдат. По словам местного жителя, «Движение 23 марта» захватили Кибумбу 18 мая. 19 мая повстанцы «Движения 23 марта» атаковали миротворцев MONUSCO в Шанги, территория Рутшуру, когда последние присоединились к вооружённым силам ДР Конго в операциях по борьбе с повстанцами. Руководство повстанцев заявило, что нападение было ответом на предыдущую совместную операцию Вооружённых сил ДР Конго и Демократических сил освобождения Руанды. С 22 мая повстанцы пытались наступать на столицу провинции Северное Киву, Гому, вытеснив 70 000 человек. С 22 по 23 мая в Кибумбе шли ожесточённые бои, в то время как повстанцы временно захватили Румангабо, прежде чем он был отбит вооружёнными силами ДР Конго. По данным независимых исследователей, во время битвы за Румангабо повстанцы пользовались поддержкой руандийских солдат.
25 мая «Движение 23 марта» достигли окраин Гомы, но были отброшены MONUSCO, Вооружёнными силами ДР Конго и Демократическими силами за освобождение Руанды после тяжёлых боев. Впоследствии повстанцы отступили, и в боях наступил перерыв до конца месяца. В этот момент Вооружённые силы ДР Конго обвинили Силы обороны Руанды (RDF) в том, что они сражаются непосредственно на стороне повстанцев, заявив, что местные мстители захватили двух руандийских солдат. С другой стороны, Руанда заявила, что ДР Конго выпустила ракеты по её территории, им помогали Демократические силы за освобождение Руанды и они «похитили» двух солдат Сил обороны Руанды. Бои также разожгли местную этническую напряжённость; Заместитель командующего полицией Северного Киву Франсуа-Ксавье Аба ван Анг выпустил видео, призывающее мирных жителей организовываться в ополченцев для борьбы с «Движением 23 марта» в «народной войне». Вооружённые силы ДР Конго также вооружили существующие местные ополчения, чтобы они могли помочь в кампании против «Движения 23 марта».

### Падение Бунаганы, дальнейшее продвижение повстанцев и проправительственные контратаки

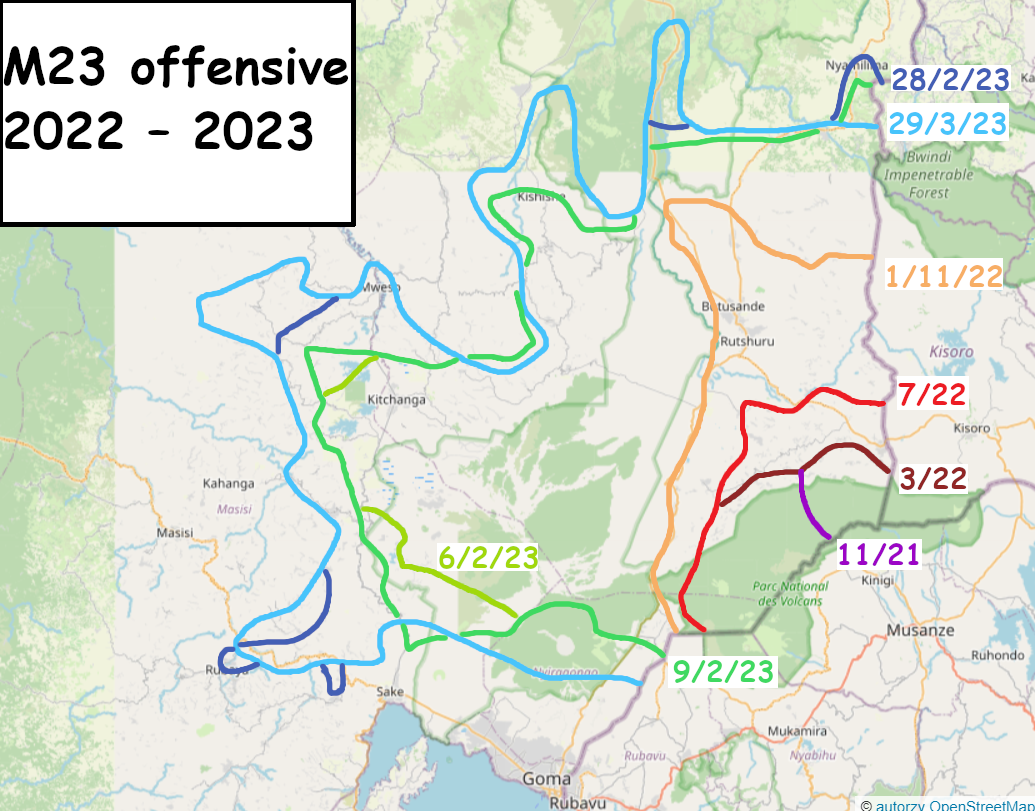
Карта начального наступления «Движения 23 марта»

К началу июня столкновения снова произошли в Бунагане. Боевики «Движения 23 марта», как сообщается, атаковали силы MONUSCO в Мухати, территория Рутшуру, 8 июня. 12 июня Вооружённые силы ДР Конго отразили ещё одно нападение «Движения 23 марта» на Бунагану, совпавшее с визитом короля Бельгии Филиппа в Букаву на юге. Однако, в отличие от предыдущего нападения на Бунагану, угандийские силы безопасности через границу не вмешались и вместо этого отступили с холмов, возвышающихся над городом. «Движение 23 марта» захватило Бунагану на следующий день, как сообщается, окружив её и тем самым вынудив местный гарнизон из 137 солдат и 37 полицейских отступить в Кисоро в Уганде. Там они сдались местным угандийским силам безопасности. Многие мирные жители также бежали через границу. Позднее командиры гарнизона Бунаганы полковники Ндядья и Лобо, а также командующий региональным сектором Пьер Нкуба обвинили друг друга в том, что они отдали приказ к отступлению.
Военный губернатор Северного Киву Констант Ндима Конгба изначально отрицал, что Вооружённые силы ДР Конго потеряли город, но представитель Вооружённых сил ДР Конго Сильвен Экенге позже заявил, что падение Бунаганы было «не чем иным, как вторжением» Руанды. Напряжённость между Руандой и ДР Конго впоследствии продолжала нарастать, поскольку последняя приостановила «все соглашения» с первой. В этот момент два высокопоставленных источника в конголезских силах безопасности и члены конголезского парламента также обвинили Уганду в поддержке наступления повстанцев. Конголезские парламентарии утверждали, что отступление Уганды перед атакой повстанцев способствовало захвату власти, и особо выделили Мухоози Кайнеругабу, главу угандийских войск, участвовавших в операции «Шуджаа», за поддержку «Движения 23 марта». ДР Конго приступила к прекращению военного сотрудничества с Угандой. Правительство Уганды впоследствии остановило операцию «Шуджаа», в то время как угандийские военные заявили, что последние атаки «Движения 23 марта» не представляют угрозы для граждан Уганды и оборудования, что делает вмешательство с их стороны ненужным. Местное руководство MONUSCO заявило, что утверждения о поддержке Угандой «Движения 23 марта» являются «чушью» и призвало к спокойствию и сотрудничеству.
Президент Кении Ухуру Кениата отреагировал на падение Бунаганы и растущую региональную напряженность, призвав Восточноафриканское сообщество (EAC) «немедленно» организовать новую миротворческую миссию под названием «Восточноафриканские региональные силы» для восстановления безопасности на востоке ДР Конго. Тем временем, MONUSCO начала готовить свои местные войска для поддержки усилий конголезских сил безопасности по возвращению города. Войска Вооружённых сил ДР Конго, относящиеся к оперативному сектору «Sokola 2», начали атаку из Кабинди 16 июня, а позже заявили, что они отбили Бунагану. Однако, как сообщается, на следующий день город всё ещё находился в руках повстанцев, а на западе от него шли ожесточённые бои. Как сообщается, «Движение 23 марта» контратаковало, захватив город Тшенгереро и деревни Бугуса, Кабинди и Рангира. Повстанцы продвигались на Рутшуру и сбили вертолёт Вооружённых сил ДР Конго. Бои распространились также на национальный парк Вирунга. Экологи отметили, что это угрожает выживанию местных горных горилл.
Возобновившиеся наступления «Движения 23 марта», как сообщается, были частью плана Султани Макенги по отрезанию и в конечном итоге захвату Гомы, в надежде получить таким образом политические уступки от конголезского правительства. К 18-19 июня линия фронта стабилизировалась вдоль оси Рутшуру-Бунагана. Объединённые силы Вооружённых сил ДР Конго и MONUSCO всё ещё удерживали поселения в непосредственной близости от Тшенгереро, такие как Нтамугенга и Рвангуба, включая важный мост последнего. Бои переместились на ось Руньони-Румангабо, где были зарегистрированы столкновения в деревнях Кавуму и Бикенге. Тем временем в Найроби была организована встреча Восточноафриканского сообщества для обсуждения дипломатической напряжённости между ДР Конго, Руандой и Угандой, а также развертывания новых миротворческих сил в ответ на нападения «Движения 23 марта». Правительство ДР Конго заявило, что оно приветствовало бы миротворческую миссию Восточноафриканского сообщества, но только при условии исключения Руанды из операции. Восточноафриканское сообщество впоследствии призвало Движение 23 марта отступить из Бунаганы в качестве предварительного условия для прекращения огня, но повстанцы отклонили приказ. Вместо этого Движение 23 марта вновь открыло пограничный пункт Бунагана под своим собственным управлением, после чего правительство Северного Киву запретило импорт и экспорт товаров через территорию, удерживаемую повстанцами.

### Протесты против MONUSCO

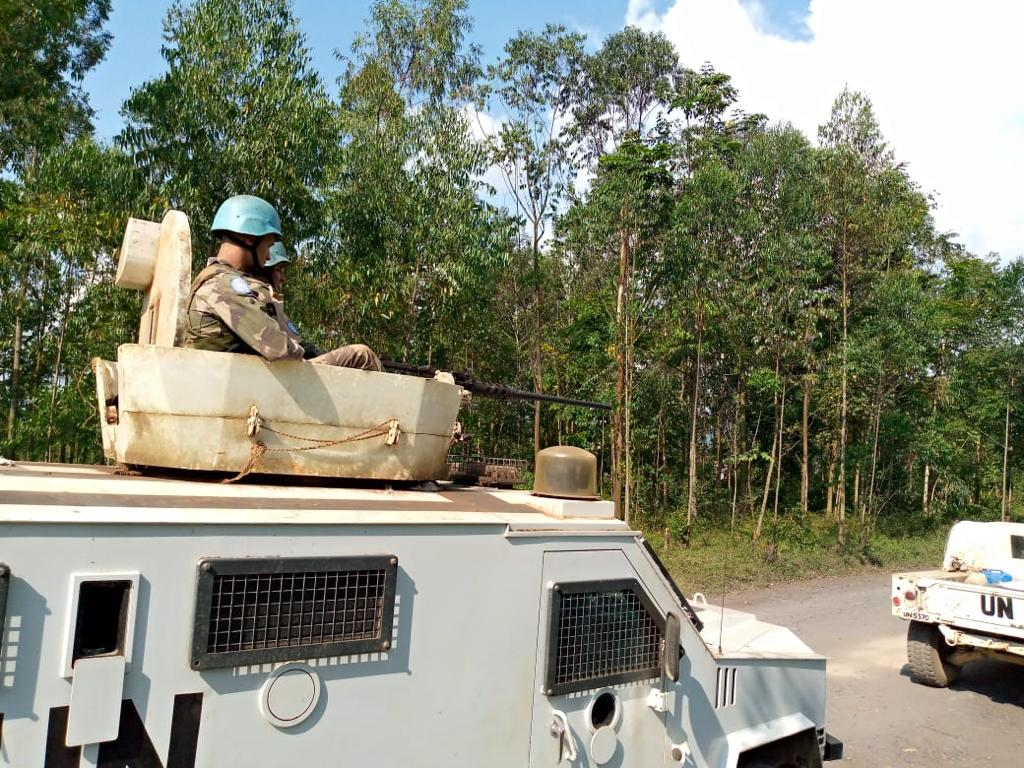
Марокканские миротворцы MONUSCO осуществляют дальнее патрулирование для защиты мирных жителей от повстанцев «Движения 23 марта» на территории Рутшуру

С 19 по 22 июня столкновения продолжались, поскольку «Движения 23 марта» пыталось прорвать оборонительные позиции Вооружённых сил ДР Конго. Сначала повстанцы атаковали деревни вдоль южной оси, но были отбиты в Карамби, Китагоме и Китову, Бвезе и Бусанзе. Впоследствии они сосредоточились на Бикенге, Рувуму, Шанги и Букиме, захватив деревни, прежде чем Вооружённые силы ДР Конго организовали контратаку. Военным удалось вернуть большую часть этих поселений, хотя, как сообщается, Рувуму, Бухаро и Рутокара оставались под контролем повстанцев. В целом, проправительственные силы в целом удерживали свои позиции, но атаки повстанцев все больше угрожали оси Матебе-Рвангуба. Human Rights Watch сообщила, что 17 мирных жителей, включая двух детей, были казнены без суда и следствия 21 июня «Движением 23 марта» по подозрению в сотрудничестве с Вооружёнными силами ДР Конго. По данным газеты Eco News, Вооружённые силы ДР Конго, как сообщается, нанесли поражение Движению 23 марта на линии фронта Руньони примерно в это же время, ранив Султани Макенгу и убив другого командира повстанцев, полковника Юсуфа Мбонезу. Смерть Мбонезы позже была оспорена источниками, поддерживающими «Движения 23 марта». С 24 по 27 июня в боях было затишье. Бои возобновились 28 июня, когда повстанцы атаковали позиции Вооружённых сил ДР Конго в Бушандабе, Русеке и стратегическом холме Бикона. Проправительственные силы, состоящие из военных и полиции, контратаковали и отбили деревни Нкокве, Рувуму, Ругарама, Рутакара, Нтамугенга и Руциро. 29 июня Вооружённые силы ДР Конго продолжили наступление, захватив Кабинди и Ченгереро, хотя 23 марта боевики Движения ответили атакой на Рутсиро.
1 июля Вооружённые силы ДР Конго заявили, что одержали крупную победу над Движением 23 марта и союзными руандийскими войсками после тяжёлых боев в Рутсиро, Нтамугенге и Ньябиконе, полностью вытеснив повстанцев из группировки Бвеза в Рутшуру. Столкновения продолжились в Бикенге и Русеке 4 июля, когда Вооружённые силы ДР Конго отразили атаки Движения 23 марта. 6 июля Вооружённые силы ДР Конго реорганизовали руководство силами, противостоящими Движению 23 марта, чтобы повысить их эффективность; кроме того, президент Руанды Поль Кагаме и президент Конго Феликс Чисекеди провели встречу в тот же день. По словам конголезской стороны, было достигнуто соглашение о прекращении огня и выводе Движения 23 марта с конголезской территории. Вместо того чтобы придерживаться этого соглашения, повстанцы на следующий день атаковали Каньябусоро и Рвангубу. В течение следующих дней столкновения продолжались в различных деревнях в группировках Бвеза и Джомба, поскольку Движение 23 марта пыталось вернуть себе территорию. Однако в то же время бои затихли на других участках линии фронта.
В последующие дни бои в основном прекратились в группировках Бвеза и Джомба, но бои вспыхнули в группировке Кисигари и на двух важных холмах около Румангабо. Тяжёлые бои также произошли в группировке Башали-Мукото вождества Башали, когда столкнулись две фракции «Ньятура». Одной из них была «диссидентская» группа во главе с Жаном-Мари Ньятура, который считался близким к Движению 23 марта; силы Жана-Мари Ньятура попытались захватить несколько деревень, прежде чем были выселены из большинства из них местными соперниками. После этого момента в боях снова наступило затишье. Переговоры между Руандой и ДР Конго продолжались при международном посредничестве, хотя и не было достигнуто большого прогресса. 14 июля президент Уганды Йовери Мусевени предпринял ещё одну попытку убедить Движение 23 марта и правительство Демократической Республики Конго организовать прекращение огня. Тем временем MONUSCO и вооружённые силы ДР Конго объявили, что они перебрасывают силы из других районов для подготовки к операции по полному оттеснению Движения 23 марта. 18 июля представитель правительства Демократической Республики Конго Патрик Муйяя Катембве подтвердил, что любые переговоры с повстанцами зависят от предварительного отступления Движения 23 марта с оккупированной территории.

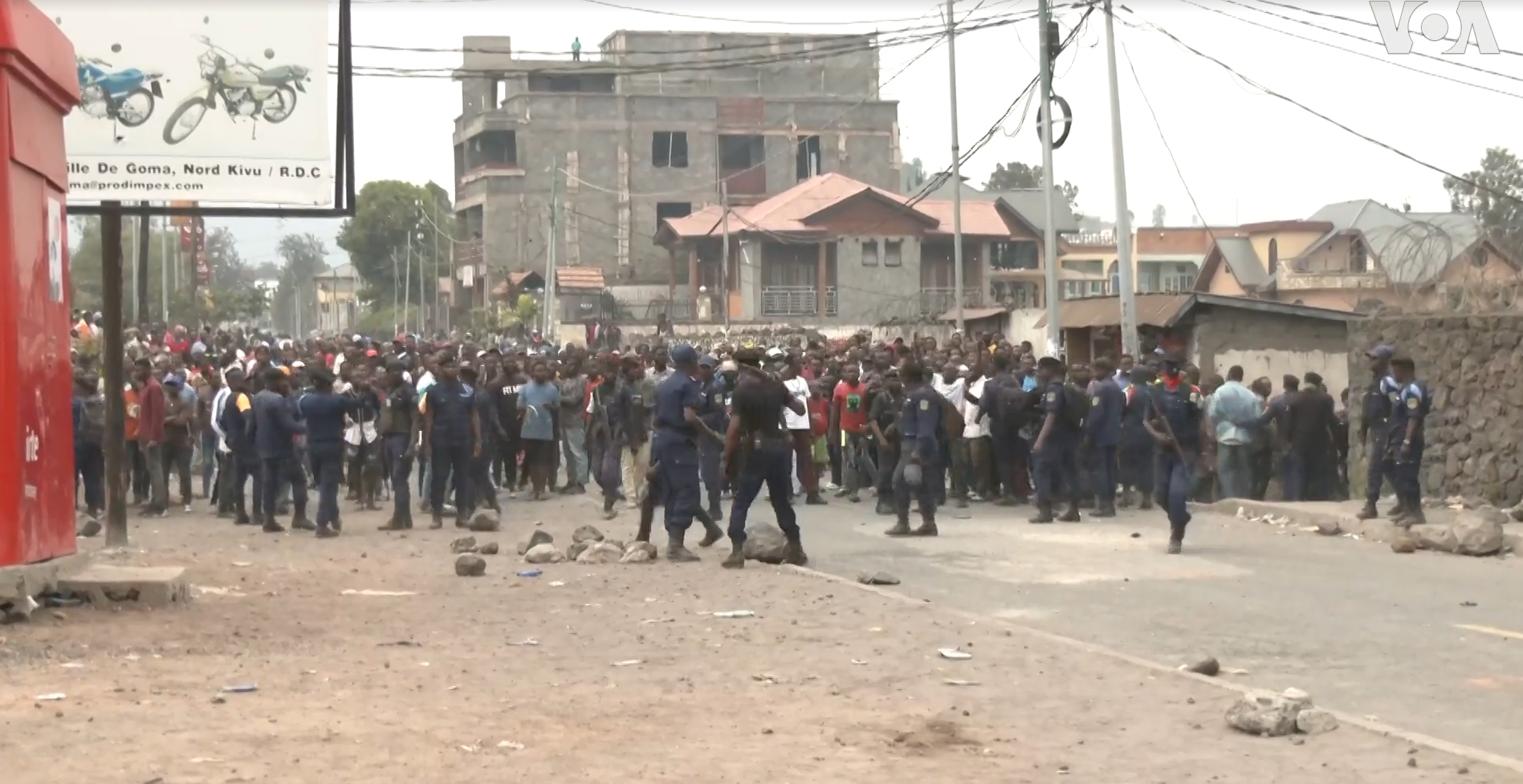
Протесты против MONUSCO в Гоме, июль 2022 г.

К концу июля Движение 23 марта установило своих собственных должностных лиц на оккупированных территориях и подняло налог. Жестокие протесты также вспыхнули в Гоме и других городах восточной части Конго, когда гражданские лица нападали на членов и здания MONUSCO, обвиняя организацию в бездействии перед лицом продолжающихся региональных мятежей. Протестующие, миротворцы MONUSCO и прохожие были убиты во время столкновений. The North Africa Post утверждала, что повстанцы использовали протесты в качестве прикрытия для атак и были причастны к нападению на марокканских миротворцев в Ньямилиме. Один солдат MONUSCO был убит в прямом столкновении с Движением 23 марта в Бунагане. 27 июля бои между Движением 23 марта и Вооружёнными силами ДР Конго возобновились в Кабинго, Рутшуру, когда повстанцы попытались собрать урожай, посаженный местными жителями, но столкнулись с правительственными солдатами. 2 августа повстанцы и Вооружённые силы ДР Конго вступили в бой в пяти деревнях в Рутшуру. Однако в последующие недели вдоль линии фронта сохранялось перемирие. Это было осуждено многими местными гражданами, которые утверждали, что это позволило повстанцам закрепить свои территориальные завоевания.
15 августа в Киву прибыл первый контингент миротворцев Восточноафриканского сообщества. Эта группа, состоящая из бурундийских солдат, пообещала оказать помощь в кампании против Движения 23 марта и других повстанческих группировок. Прибытие бурундийских миротворцев вызвало неоднозначную реакцию местных гражданских групп; некоторые приветствовали их, некоторые считали бурундийцев эксплуататорами-иностранцами, а некоторые заняли более нейтральную позицию. Отдельные столкновения возобновились 16 августа, когда повстанцы, предположительно поддерживаемые руандийскими войсками, атаковали Рвангубу, Рангиру и Мухибиру в Рутшуру. Руководство Движения 23 марта заявило, что эти операции были ответом на агрессию Вооружённых сил ДР Конго, и заявило, что оно хочет «диалога» с правительством. 19 августа Движение 23 марта обстреляло позиции Вооружённых сил ДР Конго в Джомбе, Бвезе и Пусанзе.

### Возобновление наступления
Бои возобновились 20 октября после того, как, по данным Вооружённых сил ДР Конго, «Движение 23 марта» атаковало военный пост. 23 октября группа «Движения 23 марта» захватила город Нтамугенга, убив пять солдат, вскоре бои распространились на стратегический RN2, четыре мирных жителя были убиты и 40 получили ранения в ходе боевых действий. К 24 октября бои привели к тому, что более 23 000 человек покинули свои дома. наступление продолжилось вдоль шоссе RN2, ведущего к «Движению 23 марта», захватив города Рубаре, Каленгера и Како. 29 октября повстанцы «Движения 23 марта» взяли под контроль Рутшуру и Киванджу. Примерно в это же время предположительно вооружённые руандийцами повстанцы Ньятура столкнулись с боевиками Демократических сил за освобождение Руанды в Ругари. В ответ на наступление правительство ДР Конго приказало послу Руанды в стране Винсенту Кареге покинуть страну в течение следующих 48 часов.
31 октября в Гоме вспыхнули антируандийские протесты, участники которых требовали, чтобы ДР Конго покинула Восточноафриканское сообщество, а Россия вмешалась в конфликт. Представитель правительства Патрик Муйяя заявил, что ДР Конго не будет вести переговоры с «Движением 23 марта». 2 ноября Кения объявила, что отправит 900 солдат для борьбы с «Движением 23 марта». В Гоме вспыхнули беспорядки после слухов о том, что ООН перевозит «Движение 23 марта», и несколько транспортных средств ООН были сожжены бунтующими гражданскими лицами. ООН сообщила о «стратегическом и тактическом выводе» с военной базы Румангабо. 7 ноября конголезские военные заявили, что готовят 3000 новобранцев для борьбы с «Движением 23 марта», а вскоре после этого начали бомбить повстанцев двумя истребителями. Руанда выразила протест, что самолёт Су-25 ВВС Конго нарушил её воздушное пространство.
К 15 ноября 2022 года «Движение 23 марта» продвинулось к городам Ругари и Тонго, столкнувшись с Вооружёнными силами ДР Конго. Атака «Движения 23 марта» на Кибумбу была первоначально отражена. По мере продвижения повстанцев сотни мирных жителей бежали. К 17 ноября «Движение 23 марта» заявило, что захватило города Кибумба, Рухунда, Бухумба, Кабуханга, Тонго и Мулимби у Демократических сил за освобождение Руанды, которых они обвиняют в сотрудничестве с конголезской армией. Военные Уганды заявили, что будут участвовать в борьбе против «Движения 23 марта», присоединившись к кенийским войскам. 18 ноября Руанда объявила о прекращении огня от имени повстанцев. К концу ноября Вооружённые силы ДР Конго, как сообщается, сформировали коалицию с несколькими местными ополчениями, включая Демократические силы за освобождение Руанды, военизированной группировки май-май и некоторые фракции Ньятура.
Расследование MONUSCO в декабре сообщило, что в результате массовых убийств, совершенных «Движением 23 марта» в ноябре, погибло по меньшей мере 131 мирный житель в деревнях Бамбо и Кишише на территории Рутшуру. Среди жертв были 102 мужчины, 17 женщин и 12 детей, каждый из которых был «произвольно казнён… в рамках репрессий против гражданского населения», которое, как считалось, было связано с правительством. 23 декабря «Движение 23 марта» под сильным международным давлением было вынуждено официально передать Кибумбу Региональным силам Восточноафриканского сообщества. Несмотря на это, их вывод был лишь частичным; повстанцы сохранили присутствие на окраинах города. Вооружённые силы ДР Конго заявили, что предполагаемая передача Кибумбы является «обманом», призванным отвлечь внимание от попыток «Движения 23 марта» продвинуться в других районах. 28 декабря 2022 года Южный Судан направил контингент из 750 военнослужащих для присоединения к Восточноафриканскому контингенту, который будет размещён в Гоме. В течение следующих недель между «Движением 23 марта» и рядом соперничающих ополченцев, связанных с Вооружёнными силами ДР Конго, включая Альянс патриотов за свободное и суверенное Конго, который объявил своей целью отбить Бвизу у повстанцев. Тем временем «Движение 23 марта» захватило несколько деревень и город Ньямилима недалеко от границы с Угандой.
В январе столкновения продолжались, даже когда «Движение 23 марта» заявило о своём намерении сдать военную базу Румангабо Региональным силам Восточноафриканского сообщества. 18 января Феликс Чисекеди обвинил «Движение 23 марта» в том, что они не отступили с захваченной территории, как было согласовано. 24 января конголезский Су-25 был повреждён наземным огнём из Руанды после того, как Руанда заявила, что он нарушил её воздушное пространство. 27 января «Движение 23 марта» захватило город Китшанга, заставив людей бежать и искать убежища на близлежащей базе ООН. Захват Китшанги отрезал дорогу, связывающую Бутембо, второй по величине город Северного Киву, с Гомой. После двух дней тяжёлых боёв «Движение 23 марта» захватило деревню Мушаки 24 февраля, вынудив мирных жителей бежать и создав угрозу путям снабжения в Гому. Три дня спустя «Движение 23 марта» захватило город Рубайя и его колтановые рудники. На следующий день город Мвесо также пал перед мятежниками.
В марте продолжающиеся столкновения привели к тому, что 100 000 мирных жителей покинули свои дома. Дальнейшие попытки осуществить прекращение огня, включая организованное Анголой, потерпели неудачу. Однако «Движение 23 марта» вышло из нескольких деревень, чтобы передать их Региональным силам Восточноафриканского сообщества. На тот момент повстанцы контролировали большую часть земель к северу от Гомы, продолжая продвигаться на запад. В конце марта и начале апреля повстанцы «Движения 23 марта» покинули некоторые деревни, хотя также воевали с конкурирующей фракцией Ньятура во время этого вывода. «Движение 23 марта» также продолжало атаковать Вооружённые силы ДР Конго в других районах.
3 апреля солдаты Восточноафриканского сообщества Уганды вошли в Бунагану. Однако вместо того, чтобы заменить оккупацию «Движения 23 марта» (как было согласовано ранее), миротворцы сосуществовали с повстанцами. Такое же положение наблюдалось в Румангабо, где кенийцы и «Движение 23 марта» занимали одну и ту же базу, и вдоль оси Саке-Килолирве-Китшанга-Мвессо, где бурундийские и повстанческие силы действовали рядом друг с другом. Кроме того, местные источники предположили, что «Движение 23 марта» начало вооружать и обучать других ополченцев. 10 апреля повстанцы «Движения 23 марта» полностью отступили из вождества Бвито в Рутшуру, позволив миротворцам Восточноафриканского сообщества войти туда. С другой стороны, повстанцы укрепили и усилили свои позиции в Кибумбе, в одном случае в непосредственной близости от кенийских войск Восточноафриканского сообщества.
В октябре 2023 года ДР Конго приказала силам Восточноафриканского сообщества в стране покинуть страну до 8 декабря из-за «отсутствия удовлетворительных результатов на местах». 26 октября повстанцы «Движения 23 марта» начали наступление на Бамбо, захватив город. Тем временем бои продолжали приближаться к городу Гома, столкновения происходили в 20 километрах от города.
4 февраля 2024 года «Движение 23 марта» захватило город Шаша, перерезав дорогу, связывающую Гому с внешними районами. Впоследствии «Движение 23 марта» захватило города Кихиндо, Китува, Букобати и Ньямубингва и к 5 февраля контролировало дорогу Гома-Минова. Бои заставили многих мирных жителей и конголезских военных бежать в город Минова, и «Движение 23 марта» в конечном итоге взяло под контроль все дороги, ведущие из Гомы. Повстанцы «Движения 23 марта» к 7 февраля наступали на город Саке, заставив многих жителей города бежать в Гому. Город Саке в течение года усиленно оборонялся конголезским правительством и силами MONUSCO.
20 июня президент Руанды Поль Кагаме заявил France 24, что «мы готовы сражаться» против ДР Конго, если это необходимо, избегая при этом вопросов о военном присутствии Руанды в регионе. В июле 2024 года доклад, подготовленный по заказу Совета Безопасности ООН, показал, что на территориях Ньирагонго, Рутшуру и Масиси было проведено от 3000 до 4000 руандийских военных интервенций и операций в сотрудничестве с повстанцами «Движения 23 марта», при этом «Кигали осуществлял значительный контроль над операциями повстанческой группировки». В докладе подсчитано, что к апрелю численность руандийских войск «соответствовала, если не превосходила» предполагаемые 3000 солдат «Движения 23 марта». Он включает в себя аутентифицированные фотографии, кадры с беспилотников, видеозаписи, свидетельские показания и разведданные, подтверждающие систематические вторжения RDF на границу. Доказательства изображают ряды вооружённых людей в форме, работающих на оборудовании, таком как артиллерия, бронетехника с радарами и зенитными ракетными системами, а также грузовики для перевозки войск. В нём также говорится, что дети в возрасте 12 лет были завербованы «почти из всех лагерей беженцев в Руанде» сотрудниками разведки с помощью ложных обещаний оплаты или трудоустройства, а затем отправлены в тренировочные лагеря в контролируемой повстанцами зоне под надзором руандийских солдат и бойцов «Движения 23 марта». 5 августа около сотни офицеров Конголезской национальной полиции бежали в Уганду, когда боевые действия между «Движением 23 марта» и конголезской армией усилились. Дипломатические усилия во главе с президентом Анголы Жуаном Лоренсу зашли в тупик после того, как руандийская делегация не смогла присутствовать на трёхстороннем саммите 15 декабря в Луанде, на котором планировалось обсудить нейтрализацию Демократических сил освобождения Руанды вместе с президентом ДР Конго Феликсом Чисекеди и президентом Лоренсу. Отсутствие Руанды усилило подозрения, что её участие в делах ДР Конго было обусловлено в первую очередь экономическими интересами, в частности, доступом к минеральным ресурсам в Киву, а не проблемами безопасности.

### Январь 2025 года: усиление боевых действий.
4 января «Движение 23 марта» захватило Масиси, город с населением 40 000 человек и административный центр территории Масиси. Агентство France-Presse сообщило, что силы «Движения 23 марта» ранее захватили район Катале, прежде чем войти в Масиси. 9 января лауреат Нобелевской премии Дени Муквеге призвал международное сообщество ввести жесткие санкции против Руанды, призвав к действиям, выходящим за рамки словесных осуждений. В тот же день силы «Движения 23 марта» начали движение в сторону Рубайи, ключевого района добычи колтана, минерала, жизненно важного для глобальных цепочек поставок технологий. 13 января Вооружённые силы Демократической Республики Конго сообщили об успешном отражении наступления «Движения 23 марта» на свои недавно созданные позиции в Нгунгу, в группировке Мупфуни-Шанга. Вооружённые силы Демократической Республики Конго нанесли авиаудары в Мбинги, регионе, который они должны были контролировать, но не смогли удерживать более суток из-за прибытия подкреплений для «Движения 23 марта». На следующий день бойцы «Движения 23 марта», базирующиеся в Мулимби, начали наступление на опорный пункт Вазалендо в городской местности Лубве-Суд, в группировке Тонго вождества Бвито. Во время засады Вазалендо около Кисегуро, расположенного в группировке Бинза на территории Рутшуру, были убиты пять членов коалиции «Движения 23 марта»/Сил обороны Руанды. Бойцы «Движения 23 марта» были задержаны во время разграбления сельскохозяйственной продукции у фермеров. Взрывы как тяжёлого, так и лёгкого вооружения раздавались в течение нескольких часов после засады, особенно в населённых пунктах Кисегуро и Нгвенда, где силы Вазалендо вступили в бой с войсками «Движения 23 марта». В тот же день «Движение 23 марта» захватило контроль над Луофу, примерно в 60 километрах от центра Луберо на территории Луберо, которая находилась под контролем Вооружённых сил Демократической Республики Конго более двух дней. Гуманитарные источники подробно описали зверства, включая сексуальное насилие над пятью молодыми девушками в Калунгу, в 15 километрах к югу от Миновы в группировке Бузи на территории Калехе, и ещё двумя женщинами в Бихову, местности в Шанже в деревне Лова-Нумби.
К 15 января столкновения между Вооружёнными силами Демократической Республики Конго и повстанцами «Движения 23 марта» продолжились в деревнях Алимбонго и Луофу на территории Луберо. В тот день силы Вазалендо устроили ещё одну засаду в Кихондо, расположенном в вождестве Бвито. В результате столкновения бойцы «Движения 23 марта» убили девять мирных жителей. Впоследствии Кихондо был занят Вооружёнными силами Демократической Республики Конго, в то время как Ньянзале был разделён на две части — его южную часть удерживал Вазалендо, а северную часть контролировала коалиция «Движения 23 марта» и Сил обороны Руанды. 16 января трое мирных жителей были обстреляны на территории Масиси, один из них погиб мгновенно, а двое получили тяжёлые ранения и были госпитализированы. В Нгунгу силы Вооружённых сил Демократической Республики Конго перегруппировались и двинулись к Нумби, пытаясь вернуть утраченную территорию. 17 января один мирный житель был убит и двое получили ранения в результате обстрела в центре Масиси. Тем утром силы «Движения 23 марта» продвинулись к Ками-Лвангубе, Машаки, Киронге и Бусекере, захватив значительную часть Буабо и двигаясь к Киламбо. Вооружённые силы Демократической Республики Конго оставались на позициях в Луаши и вокруг Кахонголе, недалеко от Каханги и Касуры. Тем временем в Буабо также присутствовали подразделения Вазалендо. 18 января президент Феликс Чисекеди подтвердил отказ Киншасы вести диалог с «Движением 23 марта», заявив: «Легитимация этих преступников была бы оскорблением жертв и международного права». Чисекеди раскритиковал Кигали за постоянные провокации, нарушения соглашений и активную поддержку «Движения 23 марта», подчеркнув, что эти действия подрывают доверие к мирному процессу, изложенному в Луандийском соглашении.
19 января коалиция «Движения 23 марта» и Сил обороны Руанды аннексировала богатые полезными ископаемыми города Лумбиши и Чанге на территории Калехе. 20 января коалиция начала серию бомбардировок холмов, возвышающихся над Саке в группировке Камуронза на территории Масиси, которые были нацелены на позиции Вооружённых сил ДР Конго и Вазалендо, в первую очередь затронув местность Кимока около лагеря перемещённых лиц Лушагала. Несмотря на интенсивность атак, коалиция была отбита. Однако позднее тем же вечером силы «Движения 23 марта» захватили Минову после ожесточённых боёв на территории Масиси. Минова стала первым крупным городским центром в Южном Киву, который пал перед «Движением 23 марта». Оккупация усугубила и без того тяжёлую гуманитарную ситуацию, взвинтив цены на товары первой необходимости и вынудив тысячи людей покинуть свои дома. Отчёты Управления по координации гуманитарных вопросов (OCHA) показали, что 178 079 внутренне перемещённых лиц искали убежища в семи медицинских районах, окружающих Минову, что способствовало увеличению числа перемещённых лиц, уже зарегистрированных в группировке Бузи, до 700 000 человек. К 21 января силы повстанцев развернулись в нескольких местах в городе, захватив позиции, ранее занимаемые Вооружёнными силами ДР Конго и силами Вазалендо. Были заняты стратегические наблюдательные пункты, такие как Катале, Качиазо и холмы, возвышающиеся над Миновой, чтобы обеспечить господство над озером Киву. Затем силы «Движения 23 марта» двинулись к Касунью, маршруту, ведущему как в Гому, так и в Руанду, фактически отрезав критически важный маршрут поставок в Гому. Повстанцы также продвинулись к Калунгу, расположенному в 7 километрах от Миновы, с потенциалом достичь Ньябибве, другого горнодобывающего центра. Ось также указывала на Кавуму, где находится региональный аэропорт. Бверемана была взята «Движением 23 марта» после артиллерийского удара по силам Вооружённых сил ДР Конго. Ситуация быстро переросла в гуманитарный кризис, заставив многочисленных жителей бежать в более безопасные места, такие как Бурора и Ньямома. Вооружённые силы Демократической Республики Конго объявили, что они продолжают свою борьбу против повстанцев «Движения 23 марта» и Сил обороны Руанды на нескольких фронтах в восточном регионе страны, утверждая, что они сдерживают «врага» в районах Луберо, Саке и Ньирагонго, признав при этом «прорывы» «Движения 23 марта» в Бверемане и Минове.
К 22 января «Движение 23 марта» закрепилось в Минове и Калунгу в группировке Бузи и расширило свои владения до Макелеле и Бутале в группировке Мбинга-Норд. Управление по координации гуманитарных вопросов одновременно сообщило, что насилие привело к масштабному перемещению населения: более 178 000 человек были перемещены из Бвереманы, Миновы и Калунгу, а 125 раненых были эвакуированы в Гому для оказания расширенной медицинской помощи. Между тем, Actualite.cd сообщил, что по меньшей мере 18 мирных жителей, в основном фермеры, погибли во время нападения «Движения 23 марта» на Бвереману и Минову. В Гоме произошло отключение электроэнергии из-за аварии SNEL (Société Nationale d'Électricité) на высоковольтной линии напряжением 70 кВ, соединяющей Букаву с Гомой, при этом SNEL проинформировала клиентов, что ситуация «вышела из-под ее контроля». Южная Африка направила министра обороны и по делам ветеранов Энджи Мотшекгу в ДР Конго, чтобы провести оценку контингента Южноафриканских национальных сил обороны (SANDF), включённого в Миссию Сообщества по развитию Юга Африки в ДР Конго (SAMIDRC), борющегося с «Движением 23 марта». 23 января вспыхнули интенсивные столкновения, когда коалиция «Движение 23 марта» и Силы обороны Руанды начали предрассветное наступление на позиции Вооружённых сил Демократической Республики Конго и Вазалендо около Саке, охватывая стратегические коридоры, такие как дороги Саке-Киротше, Саке-Мушаки и Саке-Китчанга. Силы Сообщества по вопросам развития Юга Африки, дислоцированные в Саке, понесли потери, включая семь погибших среди южноафриканского персонала и более десяти раненых. MONUSCO мобилизовала подкрепления для укрепления обороны вокруг Саке и Гомы, но осталась отсутствовать в Минове из-за ограничений мандата. Тем временем на территории Ньирагонго жители Русайо в группировке Муджа сообщили о непрерывном артиллерийском и стрелковом огне. Одновременные атаки сил «Движения 23 марта» и Сил обороны Руанды были направлены на позиции Вазалендо и Вооружённых сил Демократической Республики Конго в Килиманйоке и Каньямахоро, примерно в 20 километрах к северу от Гомы. Вооружённые силы Демократической Республики Конго и Вазалендо успешно контратаковали, отбив попытки сил «Движения 23 марта» закрепиться на холме Ндити, недалеко от национального парка Вирунга. Двое мирных жителей погибли в результате инцидента с бомбардировкой деревни Турунга коалицией «Движения 23 марта» и Сил обороны Руанды. На территории Луберо трое мирных жителей, включая женщину и ребёнка, были ранены, когда бомба, выпущенная «Движением 23 марта» с холмов, окружающих город Алимбонго, взорвалась в Лубанго, в 45 километрах от центра Луберо. На территории Калехе двое мирных жителей погибли и несколько человек получили ранения в результате массированной бомбардировки самолётами «Сухого» холма Нюндо в деревне Чондо, организованной «Движением 23 марта».
Утром 24 января, около 4 часов утра, «Движение 23 марта» запустило взрывчатку по нескольким позициям сопротивления Вооружённых сил Демократической Республики Конго и Вазалендо, в частности, нацелившись на Каньямахоро, далеко от Кибати, направляясь в сторону Кибумбы. Генеральный секретарь ООН Антониу Гутерриш осудил действия «Движения 23 марта», призвав к немедленному прекращению их наступления, выводу войск с оккупированных территорий и соблюдению соглашения о прекращении огня от 31 июля 2024 года, заявив: «Все участники должны соблюдать суверенитет и территориальную целостность ДР Конго и прекратить все формы поддержки вооружённых групп, как внутренних, так и иностранных». Тем же вечером военный губернатор Северного Киву генерал-майор Питер Сиримвами Нкуба был застрелен примерно в 9:00 вечера в Саке. Впоследствии Сиримвами был эвакуирован в Киншасу, где была подтверждена его смерть. Пять миротворцев MONUSCO получили ранения, а ещё четверо были ранены накануне во время боя в том же регионе. Больница CBCA в Ндошо приняла более 256 раненых, в том числе 90 гражданских лиц с тяжёлыми травмами от огнестрельного оружия и обстрелов. Николя де Ривьер, посол Франции в ООН, подтвердил поддержку Францией суверенитета и просьбу Киншасы о проведении чрезвычайного открытого заседания Совета Безопасности ООН. Президент Турции Реджеп Тайип Эрдоган выступил за мирное урегулирование конфликта, выразил поддержку посредническим усилиям Анголы и подтвердил свою готовность поддержать любую инициативу, способствующую миру в районе Великих африканских озёр. Министерство иностранных дел Германии настоятельно призвало Руанду и «Движение 23 марта» немедленно прекратить свои военные действия. Французский политик Жан-Люк Меланшон обвинил Руанду в организации «вторжения» в ДР Конго, заявив, что «Руанда организует аннексию соседней провинции в составе конголезской территории». Президент Жуан Лоренсу осудил оккупацию Саке и Миновы коалицией «Движения 23 марта» и Сил обороны Руанды, заявив: «Эти безответственные действия „Движения 23 марта“ и его сторонников ухудшают гуманитарную ситуацию, особенно вокруг Гомы, и угрожают региональной безопасности». Он заверил в целостности и безопасности войск Расширенного специального механизма проверки (MVA-R), развёрнутых в Гоме в рамках региональных мирных инициатив.
25 января начались бои между Вооружёнными силами Демократической Республики Конго, поддерживаемыми Вазалендо, и «Движением 23 марта», поддерживаемым Силами обороны Руанды, которые продвигались по оси Мвесо на территории Масиси в вождестве Башали и оси Саке в вождестве Бахунде, при этом Вооружённые силы Демократической Республики Конго и Вазалендо пытались отразить «Движение 23 марта» и коалицию Сил обороны Руанды, одновременно пытаясь остановить их продвижение к Гоме, начав битву за город на его окраине. В Мвесо по меньшей мере двое мирных жителей, женщина и ребёнок, которые были застрелены, скончались от полученных ранений вскоре после того, как их доставили в больницу общего профиля Мвесо (Hôpital Général de Référence de Mweso). Три солдата Малавийских сил обороны (MDF), входящих в региональную миссию Сообщества по развитию юга Африки в ДР Конго, были убиты в Саке, в то время как девять солдат Южноафриканских национальных сил обороны погибли после того, как им удалось остановить наступление «Движения 23 марта» на Гому и отбросить повстанцев. Шесть миротворцев ООН, из Южной Африки и Уругвая, были убиты в результате атак «Движения 23 марта».

### Гома в осаде и эскалация конфликта

#### Нападения на лагеря для перемещенных лиц, жертвы среди гражданского населения, нападения на прессу и разрушение инфраструктуры
26 января примерно в 11:00 утра бомба поразила лагеря для перемещённых лиц «Rusayo 1» и «Rusayo 2» на территории Ньирагонго, в результате чего погибло десять человек, включая женщин и детей, а также были зарегистрированы многочисленные ранения.] В тот же день Actualite.cd сообщил, что более 90 раненых в ходе войны, в основном с огнестрельными ранениями, из различных мест на территории Калехе, а также другие из больницы Гомы, с 1 января проходили лечение в Международном комитете Красного Креста в провинциальной больнице общего профиля Букаву (Hôpital Général Provincial de Référence de Bukavu). Три журналиста Sky News, репортёр Radio France Internationale/Agence France-Presse и журналист Sake FM подверглись нападению в Кихиси на территории Ньирагонго, когда освещали тяжёлое положение бегущего населения. В ответ на эти события представитель правительства Конго Патрик Муйяя Катембве раскритиковал Комиссию Африканского союза за то, что она назвала «Движение 23 марта» «политико-военной оппозицией», подчеркнув, что эта группа является террористической организацией, поддерживаемой Руандой. Правительство обвинило Африканский союз в создании путаницы и вместо этого призвало к более решительному осуждению действий «Движения 23 марта». В тот же день «Движение 23 марта» развернуло подкрепления вокруг Гомы, приблизившись к городу и укрепив свои стратегические позиции.
Специальный представитель ООН в ДР Конго Бинту Кейта проинформировала Совет Безопасности о серьёзности ситуации. Она отметила, что «Движение 23 марта» удвоило территорию, находящуюся под его контролем, с 2012 года. MONUSCO выразила готовность оказать помощь ДРК в подаче официальной жалобы в Международную организацию гражданской авиации (ИКАО) в связи с нарушениями воздушного пространства, связанными с «Движением 23 марта», включая инциденты с глушением GPS в международном аэропорту Гомы. На фоне беспорядков громкие артиллерийские выстрелы разносились по всей Гоме и близлежащей территории Ньирагонго, останавливая повседневную деятельность, поскольку жители укрылись в помещениях. В районе Мапендо предприимчивые мародеры воспользовались хаосом, чтобы разграбить предприятия и опустевшие жилые дома. Конголезские власти подтвердили, что пункты пересечения границы с Руандой, включая малые и большие заграждения, работали в обычном режиме до их планового закрытия в 15:00. Тем временем спорадические перестрелки на территории Ньирагонго продолжали вынуждать массы людей покидать свои дома, поскольку беженцы из Рутшуру бежали в Гому, чтобы избежать продолжающихся бомбардировок. Лагеря для перемещённых лиц на территории Ньирагонго подверглись атакам, четыре бомбы попали в два места, в результате чего погибло более десяти человек, включая женщин и детей, и многие получили ранения. Вооружённые силы ДР Конго разместили танки в стратегических точках в Гоме, включая кольцевую развязку Бирере, и провели ротацию войск для укрепления северного фронта. В международном аэропорту Гома румынские военные инструкторы координировали свои действия с силами Вооружённых сил ДР Конго и подразделениями Вазалендо для укрепления безопасности на фоне растущей напряженности. «Движение 23 марта» выдвинуло ультиматум, требуя капитуляции сил Вооружённых сил ДР Конго и установив 48-часовой срок, что привело к тому, что некоторые солдаты сложили оружие до истечения срока. Инфраструктура Гомы столкнулась с серьёзными проблемами, включая перебои с водой и электричеством, заблокированные дороги и постоянные помехи GPS, что поставило под угрозу как гражданские, так и гуманитарные воздушные операции. Некоторые жители бежали в Букаву, используя лодки, чтобы пересечь озеро Киву.

#### Битва за Гому, военные действия и гражданские беспорядки в Киншасе
Рано утром 27 января «Движение 23 марта» объявило на канале X, что они захватили Гому, хотя всё ещё поступали сообщения о боях по всему городу. Видеоролики, размещённые в Интернете, показывают, как повстанцы «Движения 23 марта» патрулируют улицы, и появились сообщения о сильном обстреле и массовом побеге из тюрьмы Гомы, в которой содержалось 4,767 заключённых и которая, как сообщается, была подожжена. Позже сообщалось, что во время побега из тюрьмы Мунцензе сотни женщин-заключённых были изнасилованы и сожжены заживо. «Движение 23 марта» и бойцы RDF продвинулись в стратегические районы, такие как Мадженго, Мабанга и районы вокруг международного аэропорта Гомы. Персонал Управления воздушного транспорта (Régie des Voies Aériennes, RVA) остался в ловушке в аэропорту. В таких районах, как Мапендо, Мадженго и округ Офис, вспыхнули грабежи. Патрик Муйяя призвал жителей оставаться в помещениях, избегать актов вандализма и краж и противостоять предполагаемым пропагандистским усилиям Руанды. Гражданские лица искали убежища на базах MONUSCO, в то время как местные власти, включая мэра полиции Гомы, оставались в городе. Трансграничная напряженность обострилась, когда, как сообщается, случайная стрельба поразила Гисеньи в Руанде, что привело к пяти жертвам. Руанда разместила танки вдоль границы. Силы «Движения 23 марта» укрепили контроль над северной частью Гомы, а их видимая активность в основных районах сигнализировала об их ужесточении контроля. К середине дня гора Гома — стратегический объект, где размещается провинциальное отделение Радио и телевидения Конго (RTNC) — попала под контроль «Движения 23 марта». Врач-стажёр, работавший в родильном отделении провинциальной больницы недалеко от горы Гома, был застрелен во время перестрелки. Всемирная продовольственная программа (WFP) приостановила свою деятельность, прекратив поставку необходимой продовольственной помощи 800 000 человек. К 7:00 вечера того же дня Вооружённые силы ДР Конго восстановили контроль над станцией RTNC. Витал Камерхе, президент Национальной ассамблеи, объявил, что Вооружённые силы ДР Конго и силы Вазалендо «продолжают удерживать определенные позиции в городе». В тот же день агентство Франс Пресс сообщило, что в результате битвы за Гому погибло не менее 17 человек и 367 получили ранения.
28 января в утренние часы в Киншасе вспыхнули масштабные гражданские беспорядки: толпы людей собрались у посольств, в том числе Кении, США, Бельгии, Руанды, Нидерландов, Уганды и Франции, требуя более решительных международных действий и немедленного вывода коалиции «Движение 23 марта» и Сил обороны Руанды. Возле посольства США демонстранты жгли покрышки и критиковали западные страны за их предполагаемое безразличие, выступая вместо этого за более активное участие России. За пределами посольства Кении напряжённость переросла в порчу имущества, грабежи и взломы, что привело к эвакуации двух дипломатических сотрудников. Конголезские силы безопасности быстро вмешались, установив кордоны безопасности вокруг посольств. Министр иностранных дел Конго Тереза Кайиквамба Вагнер выразила раскаяние, подтвердив, что принимаются меры по восстановлению порядка и оценке ущерба. На фоне нарастающих беспорядков Южно-Африканские национальные силы обороны отреагировали на видео, в котором утверждалось, что её войска сдались повстанцам из «Движения 23 марта», пояснив, что показанный белый флаг означает временное соглашение с «Движением 23 марта» о вывозе раненых и оказании медицинской помощи, а не капитуляцию. Южная Африка подтвердила, что были убиты ещё четыре солдата Южноафриканских национальных сил обороны, в результате чего общее число южноафриканских миротворцев, убитых с момента эскалации конфликта, достигло 13. Тем временем МККК сообщил о нападении и разграблении одного из своих складов в Гоме и отметил ухудшение ситуации с безопасностью в Саке, в то время как его медицинский персонал в больнице Ндошо в Гоме столкнулся с огромным наплывом раненых, оказав помощь 198 пациентам, несмотря на первоначальную вместимость учреждения в 147 коек. В ответ на кризис Германия приостановила запланированные переговоры о помощи в целях развития с Руандой, призвав к немедленному выводу сил «Движения 23 марта» — RDF с территории Конго. Тем же вечером бригадный генерал Эварист Сомо Какуле был повышен до звания генерал-майора и назначен новым военным губернатором Северного Киву.

#### Наступление натерриторииКалехе, дипломатическая напряжённость, продвижение в сторону Ньябибве и гуманитарный кризис
На рассвете 29 января коалиция «Движения 23 марта»-RDF начала вторжение на территорию Калехе, начав скоординированные наступления на Кинезире и Муквиджу в округе Калехе и захватив города. В Кинезире между коалицией и силами Вооружённых сил ДР Конго-Вазалендо вспыхнули интенсивные стычки, тогда как Муквиджа была захвачена без сопротивления. Позже тем же вечером в деревне Турунга в группировке Муниги вождества Букуму были зарегистрированы продолжительные перестрелки и бомбардировки, в то время как передвижения Вазалендо и других воинствующих группировок из Гомы в группировку Муджа вождества были зарегистрированы с предыдущего дня, сопровождавшиеся спорадическими перестрелками. В тот же период времени более 300 человек — предположительно «румынские наемники», нанятые ДР Конго для противодействия наступлению повстанцев — сдались силам «Движения 23 марта» и, лишившись альтернативного пути отступления, в конечном итоге сдались миротворческим подразделениям MONUSCO в Гоме, которые организовали их репатриацию через Кигали, Руанда. Президент Сирил Рамафоса отдал дань памяти 13 солдатам Южноафриканских национальных сил обороны, погибшим в конфликте, открыто обвинив «Движение 23 марта» и «руандийские армейские ополченцы» в столкновениях с участием Вооружённых сил ДР Конго и Миссии Сообщества по развитию юга Африки в ДР Конго. Он также подчеркнул, что миссия ЮАР в ДР Конго «не является объявлением войны какой-либо стране или государству».[225] В ответ президент Поль Кагаме предупредил, что «Южная Африка не позиционируется как посредник или миротворец», предостерегая от прямой конфронтации, заявив, что «если Южная Африка предпочитает конфронтацию, Руанда рассмотрит этот вопрос как таковой в любое время». Тем временем президент Феликс Чисекеди призвал к национальной мобилизации, призвав граждан сплотиться вокруг Вооружённых сил ДР Конго против того, что он назвал «варварской агрессией Руанды».
На следующий день, 30 января, около 5:00 утра коалиция «Движение 23 марта»-Силы обороны Руанды, выдвинувшись из Муквиджи, столкнулась с войсками Вооружённых сил ДР Конго в деревне Калангала. Деревня, стратегически расположенная между Муквиджей и Ньябибве, находится в 6 км от Муквиджи и в 56 км от административного города Калехе. В тот вечер избирательная комиссия страны, CENI, сообщила, что между 28 и 29 января коалиция перевезла из Гомы в Руанду материалы, связанные с выборами, включая автомобили, мотоциклы и избирательные комплекты, и задержала нескольких должностных лиц из Исполнительного секретариата провинции Северное Киву CENI. Одновременно с этим агентство France-Presse сообщило о тревожном росте числа погибших, сообщив, что «более 100 человек» были убиты, почти тысяча ранены и свыше 500 000 мирных жителей были насильственно перемещены с начала января. Тем временем La Croix подтвердила, что коалиция «Движения 23 марта» и RDF захватила международный аэропорт Гомы и установила почти полный контроль над городом. Координатор ООН по гуманитарным вопросам в ДР Конго Бруно Лемаркис обратился с настоятельным призывом о немедленном возобновлении работы аэропорта, предупредив, что его длительное закрытие или ограниченный доступ серьёзно помешают усилиям по оказанию гуманитарной помощи. Одновременно с этим заместитель премьер-министра Гай Кабомбо Муадиамвита заявил, что вооружённые силы ДР Конго не будут отступать или участвовать в переговорах возле Кигали, заявив: «Мы будем стоять и сражаться; другого вывода войск не будет».

#### Контрнаступление Вооружённых сил ДР Конго и экспансия на территорию Калехе
31 января, примерно в 13:00, Вооружённые силы Демократической Республики Конго начали контрнаступление, вернув себе Муквиджу, Санзи, Муганзо и прилегающие населённые пункты. Столкновения продолжались в Укане и Ньямигише, в то время как лейтенант Жереми Мейя Гбе, представитель военной кампании Вооружённых сил Демократической Республики Конго в районе Сукола в Северном и Южном Киву, подтвердил, что столкновения распространились за пределы Ньябибве. Вооружённые силы Демократической Республики Конго активизировали усилия по предотвращению дальнейших вторжений «Движения 23 марта» в Букаву, провинциальную столицу Южного Киву. В тот вечер власти Букаву открыли набор добровольцев, желающих принять участие в битве против «Движения 23 марта». Многие молодые люди выразили готовность вступить в ряды ополчения Вазалендо, чтобы защищать национальный суверенитет от того, что было описано как «руандийская агрессия». Народные силы обороны Уганды объявили о своём намерении «укрепить свою оборону» на востоке ДР Конго. Тем временем представитель Генерального секретаря Организации Объединённых Наций Стефан Дюжаррик предоставил тревожную информацию о гуманитарном кризисе, сообщив, что «более 700 человек» были убиты и 2800 ранены всего за пять дней обострения конфликта, при этом цифры потерь основаны на оценках, проведённых совместно Всемирной организацией здравоохранения (WHO), её аффилированными партнерами и конголезским правительством в период с 26 по 30 января.
1 февраля полковник Алексис Ругабиша, командующий 12-й бригадой Вооружённых сил Демократической Республики Конго, был убит в бою с силами «Движения 23 марта» — Сил обороны Руанды на оси Каньянджа около Киньезира, после того как возглавил контрнаступление, в результате которого боевики «Движения 23 марта» были успешно вытеснены из Ньябибве в направлении периферии Миновы, прежде чем в конечном итоге погибнуть от боевых ранений. В тот же день Восточноафриканское сообщество созвало виртуальный саммит под председательством президента Уильяма Руто, призвав к «немедленному и безоговорочному» прекращению огня на востоке ДР Конго и настоятельно призвав Киншасу вступить в прямой диалог со всеми заинтересованными сторонами, включая «Движение 23 марта». В то время как президент Поль Кагаме участвовал в саммите, его конголезский коллега Феликс Чисекеди воздержался, сославшись на ограничения в расписании. Представитель правительства Конго Патрик Муйяя Катембве отверг позицию Восточноафриканского сообщества, заявив, что региональный блок не признает роль Руанды в конфликте. Муйяя задался вопросом, почему Руанде не было предложено вступить в диалог с Демократическими силами освобождения Руанды, если они действительно стремятся к мирному урегулированию. На следующий день Народные силы обороны Танзании (TPDF) объявили, что двое их солдат были убиты и четверо ранены в столкновениях с коалицией «Движение 23 марта» — Силы обороны Руанды в период с 24 по 28 января в Саке и Гоме. 3 февраля «Движение 23 марта» объявило об одностороннем прекращении огня, но предупредило, что продолжит защищать свои позиции в случае нападения. Несмотря на это заявление, сообщения указывали, что «Движение 23 марта» укрепляло свои позиции дополнительными войсками и техникой на территории Калехе. Вооружённые силы Демократической Республики Конго впоследствии отбили Мамбасу, столицу вождества Бамате на территории Луберо, заставив «Движение 23 марта» отступить в деревню Ндута недалеко от Алимбонго. Тем временем протесты вспыхнули в Бутембо, где жители организовали два марша — один протяжённостью 19 километров до Мусиенене, а другой протяженностью 45 километров до центра Луберо — в поддержку Вооружённых сил Демократической Республики Конго и в знак протеста против присутствия «Движения 23 марта» в регионе. Число жертв росло, Управление ООН по координации гуманитарных вопросов (OCHA) сообщило о ошеломляющем числе жертв: по меньшей мере 900 погибших и около 2880 раненых. В ответ на ухудшающуюся ситуацию с безопасностью министры Конго Жан-Пьер Бемба и Эва Базаиба отправились в Кисангани, где собрали несколько сотен молодых добровольцев для зачисления в ряды Вооружённых сил Демократической Республики Конго. Тем временем президент Сирил Рамафоса призвал к прекращению территориальной экспансии «Движения 23 марта» и немедленному выводу всех иностранных военных сил с территории Конго.
4 февраля заместитель администратора территории Калехе Архимед Кархебва сообщил, что силы «Движения 23 марта» — Сил обороны Руанды продвинулись в Ньямасасу, вступив в новые столкновения с вооружёнными силами Демократической Республики Конго. Хотя он заявил, что Букаву «остался в стороне от непосредственной опасности», силы повстанцев продолжили своё продвижение, захватив деревни Мурамби и Кабугизи, прежде чем двинуться в Лухефу и Кисале. В Муквидже «Движение 23 марта», как сообщается, заставило католических священников покинуть местный монастырь, прежде чем закрепиться в этом районе. Тем временем президент Европейского совета Антониу Кошта сообщил, что он провёл обсуждения с президентом Чисекеди и президентом Кагаме относительно кризиса. Коста выразил оптимизм в отношении того, что конструктивные переговоры пройдут в Дар-эс-Саламе под эгидой Сообщества по развитию Юга Африки и Восточноафриканского сообщества во время предстоящей Международной конференции по региону Великих озёр (ICGLR), которая должна состояться 7 и 8 февраля. 5 февраля силы «Движения 23 марта» — Сил обороны Руанды начали наступление на Ньябибве, стратегически важный населенный пункт, расположенный вдоль Национальной дороге №2, ведущей в Букаву. Бои начались около 3:00 утра, когда повстанцы прорвали оборонительные линии Вооружённых сил Демократической Республики Конго на оси Ньянганва-Чанже. В течение нескольких часов «Движение 23 марта» захватило Ньябибве, закрепившись в этом районе к полудню и готовясь к наступлению в направлении Калехе-Ихуси. Вооружённые силы Демократической Республики Конго выдали ордер на арест Корнеля Нангаа, обвинив его в неспособности предотвратить или пресечь акты пыток, совершенные под его руководством. Официальная директива предписывала немедленный арест Нангаа и передачу его властям Конго для судебного преследования. В тот же день глава миротворческих сил ООН, базирующихся в Гоме, Вивиан ван де Перре заявил, что «Движение 23 марта» могло внезапно передумать после того, как в Букаву прибыло 2000 дополнительных подкреплений из Бурунди, а близлежащий аэропорт был использован конголезскими военно-воздушными силами.
6 февраля повстанцы «Движения 23 марта» были остановлены в деревне Бушушу на территории Калехе после захвата Ньямукуби и Лушебере. 7 февраля Фонд содействия промышленности (FPI) сообщил, что его объекты в Гоме были разграблены силами «Движения 23 марта» — Сил обороны Руанды. Преступники ворвались внутрь, скрывшись с защищённым хранилищем, содержащим 7500 долларов США и 4 миллиона конголезских франков, а также транспортным средством Фонда содействия промышленности, в котором незаконно присвоенные активы якобы перевозились в Руанду. Были реквизированы два автомобиля, принадлежащих Национальной кассе социальной безопасности (CNSS). Фонд содействия промышленности также отметил, что многочисленные руководители государственных предприятий скрываются из-за растущих угроз их безопасности.

#### Призывы к прекращению огня; стратегические решения; и дальнейшие продвижения
8 февраля Экономическое сообщество стран Центральной Африки (ECCAS) осудило «Движение 23 марта» и Силы обороны Руанды, потребовав немедленного прекращения боевых действий, полного вывода войск с незаконно оккупированных территорий и соблюдения установленных соглашений о гуманитарном коридоре. В тот же день «Движение 23 марта» начало бомбардировку в Ндолуме, недалеко от линии фронта Луберо, в результате чего погибли 14 человек, включая мирных жителей. Состоялся саммит Сообщества по вопросам развития стран Юга Африки и Восточноафриканского сообщества, на котором присутствовали региональные лидеры, в котором президент Чисекеди принял участие посредством видеоконференции из делового центра «African Union City» в Киншасе. Делегация ДР Конго призвала к осуждению Руанды, выводу её войск и открытию международного аэропорта Гома для содействия оказанию гуманитарной помощи. Саммит поручил начальникам сил обороны Восточноафриканского сообщества и Сообщества по вопросам развития Юга Африки собраться в течение пяти дней для предоставления технических рекомендаций по обеспечению прекращения огня, содействию оказанию гуманитарной помощи, обеспечению безопасности Гомы и её окрестностей, возобновлению критических маршрутов поставок и обеспечению безопасной навигации на озере Киву. Он также поручил провести совместное министерское совещание в течение 30 дней для оценки военных мер, внедрения координационной структуры и выделения финансовых ресурсов для текущих мер по обеспечению безопасности, и подтвердил объединение мирных усилий в Луанде и Найроби в единую структуру. Президент Рамафоса одобрил резолюции саммита, подчеркнув, что они проложат путь к выводу войск Миссии Сообщества по вопросам развития Юга Африки из ДР Конго.
10 февраля заместитель министра национальной обороны и ветеранов Конго Гай Кабомбо Муадиамвита посетил Бени, где он провёл заседание совета безопасности и выступил перед войсками Вооружённых сил Демократической Республики Конго, дислоцированными на передовой. Тем же вечером «Движение 23 марта» совершило взрыв в Ндолуме, Луберо, в результате чего погибли мирный житель и несколько солдат Вооружённых сил Демократической Республики Конго. На следующий день, примерно в 1:00 ночи, неизвестные вооружённые люди убили вождя Проспера Кимануку Мусакуру и его троих детей в Кизибе II, деревне в группировке Муджа вождества Букуму, которая находилась под контролем «Движения 23 марта» и Сил обороны Руанды с конца января. Позже в тот же день силы «Движения 23 марта» — Сил обороны Руанды нанесли артиллерийские удары по позициям Вооружённых сил Демократической Республики Конго в Кивисире, расположенным в 15 километрах от Мамбасы. В тот же день Управление по координации гуманитарных вопросов сообщило, что с 29 января около 30 000 человек покинули деревни вдоль побережья Миновы, переместившись на территорию Иджви, в центр Калехе, Катану, Кавуму, Мудаку и Букаву, в то время как другие перебрались в Буньякири, к западу от центра Калехе, и в Калунгу, на севере. Управление по координации гуманитарных вопросов также задокументировало серьёзные нарушения прав человека, включая сексуальное насилие и грабежи, особенно в Ихуси. В Гоме многие перемещенные лица столкнулись с трудностями при возвращении домой из-за ограничений на пересечение озера Киву между Нзуло (Северное Киву) и Бугулубе (Южное Киву). 12 февраля «Движение 23 марта» вернуло себе центр Калехе и Ихуси после тяжёлых столкновений с Вооружёнными силами Демократической Республики Конго, вынудив правительственные войска отступить, чтобы избежать окружения. Повстанцы продвинулись дальше в направлении Чибанды, Кашеке и Кабамбы, консолидируя контроль над большей частью прибрежных районов территории Калехе, от Миновы до центра Калехе. Высокогорный регион плато, включая вождество Булохо, оставался под контролем Вооружённых сил ДР Конго. Тем временем в Гоме трое предполагаемых вооружённых бандитов были заживо сожжены гражданскими лицами после обвинений в убийстве. 13 февраля силы «Движения 23 марта» вошли в Чофи, в пяти километрах от центра Калехе, и столкнулись с Вооружёнными силами Демократической Республики Конго в Лузире и Кашеке на территории Кабаре. Одновременно с этим бои вспыхнули в Кивисире, примерно в десяти километрах от Мамбасы. В тот же день был убит революционный музыкант из Гомы - Дельфин Катембо Винивасики, известный как Delcat Idengo, — предположительно, его преследовали за то, что он выступал против «Движения 23 марта» после побега из тюрьмы Мунзенце, когда Гома сдалась повстанцам в конце января. Европейский парламент настоятельно призвал Руанду вывести свои войска из ДР Конго и призвал к приостановке действия Меморандума о взаимопонимании между ЕС и Руандой по устойчивым цепочкам создания стоимости в сфере сырьевых материалов, сославшись на обеспокоенность по поводу предполагаемой эксплуатации Руандой полезных ископаемых на территориях, контролируемых «Движением 23 марта», и рекомендовал заморозить бюджетную поддержку Руанды до тех пор, пока она не прекратит своё вмешательство в конфликт. В попытке снизить напряжённость делегация Национальной епископальной конференции Конго (CENCO) и Церкви Христа в Конго (ECC) посетила Кагаме в Кигали в рамках более широкой инициативы по установлению регионального мира. Перед этой встречей делегация провела обсуждения в Киншасе с Чисекеди и другими политическими деятелями, включая Виталя Камерхе и Мартина Фаюлу. Накануне они также встретились с Нангаа в Гоме, выступая за немедленное прекращение огня, открытие аэропорта и порта Гомы и создание гуманитарного коридора.

#### Продвижение в Букаву и прилегающих районах
14 февраля «Движение 23 марта» оккупировало территориях Калехе и Кабаре, захватив Кабамбу и Катану. Бои в Кабамбе, местности, граничащей с территорией Калехе, продолжались всю ночь, пока около 9:00 утра конголезская армия не отступила в Катану. Затем «Движение 23 марта» двинулось в сторону Кавуму, заставив Вооружённые силы Демократической Республики Конго отступить к аэропорту Кавуму. В результате многие мирные жители бежали в Букаву, в то время как другие остались в ловушке в своих домах, поскольку столкновения продолжались. Human Rights Watch призвала Африканский союз (AU) предпринять решительные действия и поддержать резолюцию Совета по правам человека ООН по ДР Конго. К полудню «Движение 23 марта» успешно захватило аэропорт Кавуму, примерно в 30 километрах от Букаву, несмотря на продолжающееся сопротивление со стороны Вооружённых сил Демократической Республики Конго. Гражданское движение оставалось ограниченным, некоторые выходили на улицы, несмотря на сохраняющуюся небезопасную обстановку. Позже в тот же день «Движение 23 марта», как сообщается, вошло в сам Букаву, где произошло широкомасштабное мародерство, особенно в промышленной зоне, затронувшее объекты Datco, Pharmakina и Всемирной продовольственной программы. Позднее сообщалось, что «Движение 23 марта» казнило значительное количество детей во время оккупации, хотя точное число жертв осталось неподтверждённым. В разгар продолжающегося конфликта Высокий суд Букаву приговорил 212 солдат к смертной казни, признав их виновными в убийстве, покушении на убийство, сексуальном насилии и неисполнении служебных обязанностей перед лицом противника во время вторжения «Движения 23 марта». Ещё 70 солдат были оправданы и освобождены. Тем временем в Мюнхене Чисекеди, присутствовавший на Конференции по безопасности, резко критиковал Руанду за то, что он назвал «замаскированной агрессией» против ДР Конго, утверждая, что «„Движение 23 марта“ — это ширма, за которой прячется руандийская армия», и обвинил бывшего президента Жозефа Кабилу в том, что он является «настоящим спонсором» восстания, утверждая, что он заключил союз с Кигали, чтобы дестабилизировать страну. ЕС выразил обеспокоенность в связи с продолжающимся наступлением коалиции «Альянса реки Конго» (AFC) и «Движения 23 марта» в Букаву, предупредив, что нарушения территориальной целостности ДР Конго не останутся без ответа. Международный комитет Красного Креста сообщил об увеличении числа жертв после наступления «Движения 23 марта» в Букаву, при этом были зафиксированы спорадические перестрелки и грабежи. Двое погибших и четырнадцать раненых были доставлены в больницу Hôpital Provincial Général de Référence de Bukavu («Провинциальная больница общего профиля Букаву», HPGRB).
15 февраля спорадические В Букаву продолжались перестрелки и массовые грабежи, хотя «Движение 23 марта» не продвинулось дальше аэропорта Кавуму. Тем же вечером «Движение 23 марта» созвало встречу в Мити, примерно в 27 километрах от Букаву. Войска Вооружённых сил Демократической Республики Конго время от времени были замечены в некоторых районах, хотя их стратегическое расположение оставалось неопределённым. Президент Франции Эммануэль Макрон призвал к «немедленному выводу» «Движения 23 марта» из Букаву и аэропорта Кавуму после обсуждений с Чисекеди. Франция одновременно дала понять о своей готовности ввести новые многосторонние санкции в отношении субъектов, способствующих вооружённому конфликту. Бельгия последовала его примеру, осудив наступление «Движения 23 марта» и Сил обороны Руанды и потребовав немедленного вывода повстанцев. Той ночью Вооружённые силы Демократической Республики Конго и силы Вазалендо восстановили почти полный контроль над городом, заставив «Движение 23 марта» отступить в большом количестве. 16 февраля возрождённое «Движение 23 марта» — «Альянс реки Конго» и силы обороны Руанды вновь вошли в Букаву около 6:00 утра, расположившись в ключевых местах, включая Площадь Независимости (Place de l’Indépendance). Заместитель координатора «Движения 23 марта» Бертранд Бисимва официально объявил в X о вступлении группы в Букаву. Демонстрации вспыхнули по всему городу, в том числе за пределами мухафазы, поскольку жители осторожно выходили из своих домов. Некоторые попытались посетить места поклонения, несмотря на повсеместные отключения электроэнергии, затронувшие некоторые части города. Правительство Конго выпустило рекомендацию, призывающую жителей оставаться в помещениях, чтобы избежать потенциального вреда, и заверило граждан, что предпринимаются усилия по восстановлению порядка и национального суверенитета. Соединённое Королевство осудило наступление повстанцев, призвав к немедленному прекращению огня, в то время как международные организации, включая Организацию Объединённых Наций и различные гуманитарные агентства, призвали к срочному вмешательству для предотвращения крупномасштабного гуманитарного кризиса. На следующий день в Букаву было жутко тихо, его описывали как «город-призрак» с остановленной экономической деятельностью. Улицы были усеяны мусором, поскольку жители осторожно оценивали последствия и пытались возобновить нормальную жизнь. Тем временем власти Бурунди сообщили, что в страну прибыло около 10 000 конголезских беженцев, некоторые из которых пересекли границу через Гатумбу, а другие направились по реке Рузизи в провинции Бубанза и Чибитоке.

#### Гуманитарная ситуация и возобновление наступлений в Луберо, Бутембо и Каманьоле
К 18 февраля гуманитарная ситуация ухудшилась, поскольку Красный Крест ДР Конго сообщил о 26 погибших и раскрыл, что в период с 14 по 17 февраля в Провинциальную больницу общего профиля Букаву поступило 39 раненых огнестрельными снарядами. Число раненых быстро возросло до 176. Управление Верховного комиссара ООН по правам человека подсчитало, что около 330 000 детей были вынуждены покинуть школу, и многие из них рискуют никогда не вернуться. Паромное сообщение между Букаву и Гомой, которое было приостановлено «Движением 23 марта» в конце января 2025 года, было возобновлено в 6:00 утра, что позволило эвакуировать различные группы мирных жителей из города, находящегося в состоянии боевой готовности. Одновременно, примерно в 4:00 утра, «Движение 23 марта» и силы Руандийских сил обороны начали возобновленное наступление в Луберо, начав атаки на укрепленные позиции Вооружённых сил Демократической Республики Конго вдоль стратегических возвышенностей Вутсоровья, Алимбонго, Чуло и Мамбаса, которые примыкают к Национальной дороге №2 по пути в Бутембо. Интенсивные бои продолжались в течение всего дня, при этом огонь тяжёлой и лёгкой артиллерии охватил несколько деревень, включая Лубанго, Кипесе и Кицомбиро — важную тыловую базу Вооружённых сил Демократической Республики Конго. Стычки вызвали масштабное перемещение гражданского населения, многие жители бежали в Бутембо через Луберо. Другие, которые изначально искали убежища в Лубанго и Кипесе, продолжили свой путь в Бутембо. На фронте Луберо столкновения развернулись примерно в 40 километрах от Луберо, где армия Уганды удерживает крупную базу в Муло в рамках совместных операций против Альянса демократических сил (ADF). На территории Масиси сообщалось о повторяющихся вооружённых столкновениях между Вазалендо и «Движением 23 марта», особенно в Мвесо. Зоны здравоохранения Масиси и Мвесо пострадали больше всего, а больница общего профиля Масиси подверглась обстрелу с 16 февраля, в результате чего был ранен сотрудник Министерства общественного здравоохранения.
К концу 18 февраля силы «Движения 23 марта» — Сил обороны Руанды захватили контроль над Ндолумой, местностью, известной своим животноводством, после того, как интенсивные бои привели к выводу Вооружённых сил ДР Конго из Мутонго, Мамбасы и Каньямби. Телекоммуникационная инфраструктура Ндолумы также была повреждена. Тем временем, в группировке Каманьола «Движение 23 марта» взяло под контроль после столкновений с Национальными силами обороны Бурунди (FDNB), в то время как Вооружённые силы ДР Конго отступили в Увиру — пограничный город, расположенный в 75 километрах вдоль периферии озера Танганьика, прилегающего к Бурунди. Захват Каманьолы привёл к новой волне перемещения, в результате чего осталось только 20% местного населения. Бельгия пересмотрела своё дипломатическое и развивающееся сотрудничество с Руандой и инициировала приостановку двусторонней финансовой помощи. В ответ Руанда в одностороннем порядке расторгла двустороннее соглашение о помощи с Бельгией на 2024–2029 годы, осудив Брюссель за предполагаемый сговор с Киншасой с целью воспрепятствовать её доступу к международному финансированию развития. Тем временем Соединённое Королевство вызвало Верховного комиссара Руанды после территориальных успехов «Движения 23 марта». Одновременно с этим контингенты Народных сил обороны Уганды, развернутые под эгидой операции «Шуджаа» — совместных военных усилий с Вооружёнными силами ДР Конго против Альянса демократических сил на территориях Бени и Ируму, — прибыли в Бунию и разместили свою штаб-квартиру в военном центре Руампара, к юго-востоку от Бунии, в группировке Цере на территории Ируму. Это развёртывание стало спорным из-за провокационных заявлений главы Сил обороны Уганды Мухоози Кайнеругаба, известного сторонника «Движения 23 марта». За несколько дней до развертывания Кайнеругаба передал «угрожающие» сообщения через X, пообещав, что силы Народных сил обороны Уганды выдвинутся в Бунию для борьбы с CODECO на территории Джугу, и выдвинул ультиматум, предупредив, что у всех вооружённых группировок, действующих в Бунии, есть 24 часа на то, чтобы сдаться, в противном случае они будут считаться врагами и подвергнутся военным действиям Народных сил обороны Уганды.

#### Конфликт в Увире и прилегающих районах
По мере продвижения войск «Движения 23 марта» к Увире появились сообщения о вооружённых столкновениях между Вооружёнными силами Демократической Республики Конго и Вазалендо с 18 февраля до раннего утра 19 февраля, в результате которых погибло не менее 17 человек. Бойцы Вазалендо не дали подразделениям Вооружённых сил Демократической Республики Конго отступить в Калемие с помощью оружия и боеприпасов, требуя полного разоружения и казнив тех, кто не подчинился приказу. Сбежавшие солдаты набросились на мирных жителей, грабили дома, воровали ценные вещи и вызывали разрушения. Те, кто пытался оказать сопротивление, были встречены смертельным оружием. Более 500 задержанных, включая гражданских и военных заключённых, сбежали из тюрьмы Мулунге в Увире. Широко распространённое в социальных сетях видео показало, как сотни солдат Вооружённых сил Демократической Республики Конго садятся на лодку в порту Калунду в Увире по пути в Калемие. «Врачи без границ» (MSF) сообщили о приёме большого количества раненых, одновременно с этим имея дело с массовым грабежом, что затрудняло экстренное медицинское реагирование, включая службы скорой помощи. Насилие привело к закрытию банков, аптек, рынков и медицинских учреждений. Гражданские лица бежали во всех направлениях, некоторые бежали в Бурунди, другие искали убежища на отдаленных плато, а многие направлялись в Калемие и Мобу, в то время как политические и административные должностные лица вместе с большой частью полиции и военных бежали в соседние районы, такие как Бурунди, Калемие и Танзания. Тем временем «Альянс реки Конго» и «Движение 23 марта» захватили Санге в вождестве Бафулииру, а повстанческие колонны продвигались по Национальной дороге № 5 (RN5), примерно в 35 километрах от Увиры. Жители, опасаясь потенциального насилия, бежали в горы. В Луберо «Альянс реки Конго» и «Движение 23 марта» захватили Китсомбиро примерно к 9:00 утра после интенсивных столкновений, которые ранее привели к падению Ндолумы. Вооружённые силы Демократической Республики Конго перегруппировались в Катонди, в 5 километрах к северу от Китсомбиро, установив оборонительные рубежи с намерением начать контрнаступление. Бои между Вооружёнными силами Демократической Республики Конго и «Движением 23 марта» продолжались между Катонди и Китсомбиро, и, по сообщениям, они пытались вытеснить «Движение 23 марта» к окраинам. Несмотря на эти усилия, «Движение 23 марта» сохранило своё господство на поле боя с приближением ночи. На территории Физи Мишель Рукунда, он же Маканика, лидер ополчения Твирванехо, связанный с «Движением 23 марта» и Альянсом реки Конго, был убит в Минембве конголезским военным беспилотником. Правительство Конго обвинило Руанду в попытке свергнуть Чисекеди, в то время как Кайиквамба призвал ООН ввести «жесткие санкции» против Руанды и повстанческой фракции Альянса реки Конго — «Движения 23 марта». Между тем, в сообщении на Facebook, широко распространённом в социальных сетях, сообщалось о тайных операциях по вербовке «Движения 23 марта» в Кисангани. В ответ генерал-майор Тимоти Муджинга, командующий 31-м военным округом, отверг эти заявления как «необоснованные слухи» и «ложную информацию», заявив, что Коноголезская национальная полиция (PNC) и Вооружённые силы ДР Конго остаются полностью готовыми к защите безопасности и имущества гражданского населения.
20 февраля было замечено, что несколько батальонов Вооружённых сил ДР Конго двигались через Увиру с равнины Рузизи в сторону порта Калунду, якобы готовясь к отправке в Калемие. В Увире некоторые районы города оставались под властью Вазалендо, в то время как большинство жителей оставались изолированными в своих домах. На территории Луберо повстанцы из «Движения 23 марта» попытались перейти в наступление, но были отброшены силами Вооружённых сил ДР Конго в Катонди, что вынудило их отступить на окраины, не будучи полностью выбитыми. Не имея возможности вступить в бой на Национальной дороге № 2, они выбрали альтернативный маршрут через Касиму, прибыв в Кипесе к ночи, который служит воротами в Бутембо. На территории Валунгу повстанцы «Движения 23 марта» двинулись к административному центру Валунгу из Чишеке и Кашанджи. Одновременно в Масиси сотрудник «Врачей без границ» был ранен, когда по базе организации открыли огонь. В тот же день Соединённые Штаты ввели санкции против руандийского генерала Джеймса Кабаребе и представителя «Движения 23 марта» Лоренса Канюки. Во время встречи министров иностранных дел стран G20 в Южной Африке министр иностранных дел Великобритании Дэвид Лэмми осудил военные операции Руанды в ДР Конго и предупредил о возможных дипломатических последствиях, если Руанда продолжит нарушать территориальную целостность Конго. 21 февраля были зарегистрированы случаи мародерства в зонах боевых действий вокруг Бутембо, особенно вдоль фронта Луберо, где силы «Движения 23 марта» и Вооружённых сил ДР Конго участвовали в последовательных столкновениях. Некоторые отступающие солдаты Вооружённых сил ДР Конго были обвинены в разграблении имущества в деревнях, через которые они проходили. В тот день Твирванехо захватил Минембве и его аэродром. Совет Безопасности ООН единогласно принял резолюцию 2773, требующую от повстанцев «Движения 23 марта» немедленно прекратить наступление. Резолюция, инициированная постоянным представителем Франции в ООН, также призвала руандийские силы прекратить поддержку повстанцев «Движения 23 марта» и уйти с конголезской территории.

#### Гуманитарное влияние и продолжающийся конфликт
23 февраля 2025 года президент Бурунди Эварист Ндайишимие встретился с Чисекеди в международном аэропорту Н’джили в Киншасе для частной беседы. После их обмена мнениями официального заявления сделано не было. В тот же день силы «Движения 23 марта» и Сил обороны Руанды убили более десятка мирных жителей в Гоме. Несмотря на начало нового наступления в Касинджве, за Кипесе в направлении Масереки, силы «Движения 23 марта» были отбиты подразделениями Вооружённых сил ДР Конго и Вазалендо, дислоцированными в Масереке. Линия фронта осталась неизменной: силы «Движения 23 марта» удерживали Кипесе и Китсомбиро, в то время как Вооружённые силы ДР Конго сохраняли контроль над дорогами, ведущими в Луберо и Лукангу, ключевые пути в Бутембо. 24 февраля на заседании высокого уровня Совета ООН по правам человека в Женеве Суминва подчеркнул эскалацию числа погибших, заявив, что с января погибло более 7000 человек и что около 450 000 человек остались без крова после уничтожения 90 лагерей для перемещенных лиц. ДР Конго также приветствовала резолюцию 2773, и в тот же день Европейский союз приостановил консультации по вопросам обороны с Руандой и инициировал пересмотр своего меморандума о взаимопонимании по стратегическому сырью, сославшись на обеспокоенность по поводу участия Руанды в конфликте, хотя вторая волна санкций была заблокирована вето Люксембурга. Великобритания также приняла меры, объявив о пакете помощи в размере 14,6 млн фунтов стерлингов для населения, пострадавшего от конфликта в восточной части ДР Конго, при этом заморозив двустороннюю помощь Руанде, за исключением гуманитарной помощи. Великобритания также приостановила военную подготовку помощи Руандийским силам обороны и инициировала пересмотр экспортных лицензий на военную технику, предназначенную для Руанды. Британские официальные лица призвали ДР Конго рассмотреть возможность инклюзивного диалога с участием «Движения 23 марта», предложение, решительно отвергнутое конголезским правительством.
25 февраля в результате боевых действий в Увире между Вооружёнными силами ДР Конго и Вазалендо погибло 20 человек и 60 получили ранения, в то время как Южноафриканские национальные силы обороны сообщили, что военнослужащие, раненные в стычках с «Движением 23 марта» в Гоме в конце января, были эвакуированы в Южную Африку для лечения, хотя точное число не разглашается. Подразделения Южноафриканских национальных сил обороны в рамках Миссии Сообщества по развитию Юга Африки в ДР Конго сохранили своё оперативное присутствие в Гоме. Одновременно с этим организация «Врачи без границ» сообщила, что в период с 19 по 20 февраля 34 из 47 медицинских учреждений по всему Северному Киву пострадали в разной степени от непрекращающегося насилия, а основные больницы Гомы были переполнены наплывом раненых. На территории Мвенга Вооружённые силы ДР Конго и Вазалендо сражались с силами Твирванехо, теперь находящимися под командованием Чарльза Сематамы, чей союз с повстанцами из Бурунди из движения Тутси за верховенство закона в Бурунди (RED-Tabara) позволил им захватить Микенге. В Санге Вооружённые силы ДР Конго и Вазалендо столкнулись из-за Мугеньи II, что привело к гибели семи человек, когда Вооружённые силы ДР Конго попытались повторно занять бывшую базу MONUSCO после отступления в Увиру в ходе наступления «Движения 23 марта». На территории Рутшуру три мирных жителя были убиты в Кибиризи, вождестве Бвито, силами «Движения 23 марта» и Альянса реки Конго. 26 февраля появились сообщения о принудительной вербовке силами Альянса реки Конго-"Движения 23 марта", нацеленной на финалистов и предфиналистов в Каманьоле, Гоме и территориях Ньирагонго. Опасаясь призыва, многие родители забрали своих детей из школ, в то время как другие попытались бежать из пострадавших районов. В территории Ньирагонго, на окраине Гомы, по меньшей мере пятнадцать человек погибли в огне, который разразился во время операции "Движения 23 марта"-Сил обороны Руанды около Дон Боско Нганги, в то время как по меньшей мере пять других мирных жителей были застрелены в своих домах во время вторжения. В Увире Вооружённые силы ДР Конго начали операцию "Sukola 2" в Южном Киву, чтобы выследить дезертиров и солдат, обвиняемых в преследовании и неправомерном поведении в условиях продолжающегося конфликта. Тем временем на территории Калехе в ночь с 25 на 26 февраля были убиты два деревенских старосты: Джозеф Бирикунгуба Битаменьека Каньере, глава деревни Батайо, был убит в Мулунгузи — районе, находящемся под контролем Вазалендо, — а Бахати Сирахола Джексон, глава деревни Ньямутве в Кашеке, был казнён в ходе акции, контролируемой зоны «Движением 23 марта».
27 февраля во время встречи «Движения 23 марта» и Альянса реки Конго на площади Независимости в Букаву, когда Нангаа завершал резонансное заседание, произошло несколько взрывов, в результате чего погибло не менее 13 человек и 70 получили ранения. Официальные данные о потерях «Движения 23 марта» сообщили о 11 погибших и 65 раненых. Чисекеди осудил нападение, назвав его «отвратительным террористическим актом» и возложив вину на «иностранную армию, незаконно находящуюся на конголезской земле», хотя и не назвал напрямую Руанду или альянс «Движения 23 марта» и Альянса реки Конго. Между тем, «Движение 23 марта» отрицало ответственность за нападение и обвинило конголезское правительство в организации нападения. Также появились сообщения от Groupe de Travail Thématique Mines et Hydrocarbures (GTTMH) гражданского общества Южного Киву, в которых утверждалось, что силы «Движения 23 марта» — Альянса реки Конго разграбили перерабатывающее предприятие CJX Minerals в ночь с 19 на 20 февраля. Группа сообщила, что войска «Движения 23 марта» — Альянса реки Конго похитили сотрудников службы безопасности, вывели из строя камеры наблюдения и способствовали передаче минеральных ресурсов в Руанду для продажи таким компаниям, как Traxys и Sunrise. Министерство иностранных дел Швеции вызвало посла Руанды, чтобы потребовать разъяснений относительно участия Руанды в конфликте, а миротворческие должностные лица ООН посетили Киншасу для обсуждения реализации резолюции 2773. 28 февраля министр иностранных дел Люксембурга Ксавье Беттель объяснил своё вето на вторую волну санкций ЕС, подчеркнув, что устойчивое политическое решение, посредничеству местных и региональных субъектов, имеет решающее значение для разрешения кризиса. Беттель далее заявил, что если совместная встреча министров Сообщества по вопросам развития Юга Африки и Восточноафриканского сообщества, запланированная в Хараре, не принесёт прогресса, ЕС рассмотрит возможность введения дополнительных санкций в отношении Руанды. 1 марта альянс, состоящий из Твирванехо, RED-Tabara и коалиции Android, в союзе с «Движением 23 марта», атаковал позиции Вазалендо в деревне Билаломбили недалеко от Микенге, где нашли убежище перемещённые лица из Микенге и близлежащих районов. Было сожжено несколько домов, хотя масштаб ущерба пока не ясен. На территории Валунгу «Движение 23 марта» продвинулось к Бвахунгу и Музинзи после захвата центра Валунгу и Кашанджи после боев с Вооружёнными силами ДР Конго и силами Вазалендо. В тот же день «Движение 23 марта» — Альянс реки Конго заявили, что передали группу бойцов Демократических сил за освобождение Руанды Силам обороны Руанды на пограничном посту Гранд-Барьер в районе Рубаву. Представитель Вооружённых сил ДР Конго генерал-майор Сильвен Экенге отверг это заявление, назвав его сфабрикованным заговором, направленным на дискредитацию Вооружённых сил ДР Конго и сил Сообщества по развитию юга Африки. Экенге утверждал, что задержанные были представлены руандийскими СМИ 22 января 2025 года, обвиняя Руанду в инсценировке их захвата для оправдания военных действий на востоке ДР Конго, а также заявляя, что эти задержанные Демократические силы за освобождение Руанды содержались в центральной тюрьме Гитарама в Руанде и были одеты в новую военную форму Вооружённых сил ДР Конго со склада, чтобы ввести общественность в заблуждение, заставив поверить, что они были захвачены в Гоме.

#### Дипломатические события и столкновения
3 марта Канада приостановила выдачу разрешений на экспорт, осуществление межправительственных деловых операций, поддержку частного сектора и участие в международных мероприятиях, организованных Руандой или предложенных Кигали. Она также пообещала выделить 15 миллионов канадских долларов на гуманитарную помощь пострадавшему от кризиса населению ДР Конго. В тот же день Управление Верховного комиссара ООН по правам человека сообщило, что повстанцы «Движения 23 марта» похитили не менее 130 больных и раненых из больницы Ндошо общины баптистских церквей в Центральной Африке и больницы Heal Africa в Гоме — 116 из общины баптистских церквей в Центральной Африке и ещё 15 из Heal Africa. Германия аналогичным образом приостановила новую помощь в целях развития Руанде и инициировала переоценку своих существующих финансовых обязательств. 5 марта в результате тяжёлых боев в Микенге силы Вазалендо под предводительством Какобаньи Накаламби отбили деревню у союзных «Движению 23 марта» ополченцев Твирванехо, RED-Tabara и Android, заставив их отступить в Калингу, расположенную в шести километрах на территории Мвенга. В тот же день во время публичного выступления в Киквите конголезский вице-премьер министр транспорта и коммуникаций Жан-Пьер Бемба призвал конголезскую молодежь присоединиться к Вооружённым силам Демократической Республики Конго для защиты страны «от её агрессоров» и обвинил Жозефа Кабилу в поддержке «Движения 23 марта», Альянса реки Конго и ополчения Мобондо, которое участвовало в конфликтах на западе ДР Конго. Тем временем запланированная встреча министров Сообщества по вопросам развития Юга Африки и Восточноафриканского сообщества в Хараре была отложена на неопределённый срок.
Ночью 7 марта, после пяти дней оккупации, бойцы «Движения 23 марта» отступили из Касуго, расположенного у подножия заповедника горилл Тайна, в 45 километрах к западу от Луберо, и двинулись в сторону Буньятенге, богатого золотом района, расположенного в шести часах ходьбы. Отступление произошло без конфронтации. Гражданское общество сообщило, что Народные силы обороны Уганды, которые были размещены на маршруте Люберо-Касуго, заняли Касуго, в то время как местные власти утверждали, что теперь он находится под контролем Вазалендо. Некоторые полагают, что отступление «Движения 23 марта» было сделано для того, чтобы разместить угандийскую армию, поскольку генерал Кайнеругаба опубликовал на X, что «Движение 23 марта» должно отступить на 20 километров к югу от Луберо (Китсомбиро, Кипесе, Касуго), чтобы открыть зоны, находящиеся под влиянием Уганды. Однако их движение к Буньятенге осложняет ситуацию, поскольку стратегические золотые запасы города и близость к Мбвавиниве — месту расположения штаб-квартиры Forces Patriotiques Populaires-Armee du People (FPP-AP) во главе с Касерекой Касияно, известным как генерал Кабидон, ключевым лидером Вазалендо и сильным союзником Киншасы. В тот же день в Мбвавиниве, деревне недалеко от Буньятенге на юге территории Луберо, генерал Кабидон заявил, что Фронт Сопротивления (FCR) — коалиция FPP-AP и движения Мапензи Ндума Оборона Конго (возрождённая) (Nduma Défense du Congo-Rénové, NDC-R) — официально присоединился к подразделениям «Движения 23 марта» и Альянса реки Конго. Представитель вооружённых сил ДР Конго на северном фронте полковник Мак Хазукай осудил дезертирство Кабидона, охарактеризовав его как предательство, мотивированное интересами горнодобывающей промышленности. 8 марта министр юстиции Констант Мутамба объявил вознаграждение в размере 9 миллионов долларов за разыскиваемых лиц, включая 5 миллионов долларов за Нангаа, Бертранд Бисимва и Макенгу. С оккупацией Гомы повстанцами «Движения 23 марта» и массовым побегом заключённых из центральной тюрьмы Мунзензе ситуация с безопасностью продолжала стремительно ухудшаться. В период с 8 по 9 марта в Гоме произошёл всплеск насилия, в результате которого погибло три человека. Первый инцидент произошёл в Катиндо, где повстанцы «Движения 23 марта» напали на группу, игравшую в карты, и застрелили молодого человека, пытавшегося бежать. В Мадженго Джексон Килиманджаро Мутондве, сын бывшего депутата Валериена Нзанзу Кенды Кенды, был убит у себя дома неизвестными нападавшими. Третья жертва была найдена безжизненной на проспекте Мутакато в Мабанга-Суд. По данным Actualite.cd, в течение февраля 2025 года в Гоме и Ньирагонго было зафиксировано не менее 53 насильственных смертей. 9 марта Ньябиондо, долгое время бывший оплотом Альянса патриотов за свободное и суверенное Конго (APCLS) под руководством Жанвье Караири, пал под натиском «Движения 23 марта» и повстанцев Альянса реки Конго после двухдневных интенсивных столкновений с Вооружёнными силами ДР Конго и Вазалендо. Сообщается, что Альянс патриотов за свободное и суверенное Конго отступил перед захватом. Бои вынудили местных жителей перебраться в деревни на территории Масиси, многие из них бежали в Кашебере в группировке Луберике на территории Валикале, в 12 километрах от Ньябиондо. «Движение 23 марта», захватив ключевые районы на территории Масиси, двинулось к богатому ресурсами Валикале, желанному своими полезными ископаемыми. 10 марта вооружённые силы ДР Конго и подразделения Вазалендо Союза конголезских патриотов (UPC) вступили в бой с силами «Движения 23 марта» в вождестве Казиба, втором на территории Валунгу, пострадавшем после вождества Нгвеше. «Движение 23 марта» продвинулось из Ньянгези через эскарпы Ньянфунзу к Мушени, стратегическим воротам в вождество Казиба, где оно столкнулось с подразделениями вооружённых сил ДР Конго и Вазалендо в группировке Чибанда. Позже той ночью силы «Движения 23 марта» и Альянса реки Конго захватили столицу вождества Лвангуку, нацелившись на королевский двор, где, как сообщалось, продолжалась стрельба. Сообщения предполагали, что мятежники вошли в центр города, но не обеспечили себе полное господство над всем вождеством.
На фоне эскалации насилия Чисекеди встретился с Лоренсу в Луанде 11 марта, чтобы обсудить ухудшающуюся ситуацию с безопасностью. Ангола предложила выступить посредником в переговорах между правительством Демократической Республики Конго и «Движением 23 марта»; однако Киншаса настояла на том, чтобы любые обсуждения проводились в рамках резолюции Совета Безопасности ООН 2773, которая соответствует мирным процессам в Луанде и Найроби, а также резолюциям саммита в Дар-эс-Саламе. Правительство Конго подтвердило свою позицию, что участие «Движения 23 марта» должно рассматриваться в этих рамках. В тот же день Human Rights Watch сообщила, что с тех пор, как «Движение 23 марта» и Альянс реки Конго захватили Гому в январе, они систематически угрожали, задерживали и нападали на журналистов, критиков и активистов. Human Rights Watch также отметила, что бойцы «Движения 23 марта» в Северном и Южном Киву угрожали смертью посредством аудиозаписей телефонных звонков, сообщений и речей, нацеливаясь на независимые СМИ и организации гражданского общества. В результате более 200 активистов обратились за защитой, поскольку повстанцы также использовали тактику запугивания, чтобы ограничить доступ населения к информации и подавить инакомыслие, что значительно усложнило журналистам освещение ситуации в Гоме. 12 марта силы «Движения 23 марта» и Альянса реки Конго прибыли на территорию Иджви, исторически демилитаризованную зону, высадившись с морских судов, не встретив сопротивления, и впоследствии созвав собрание. С аннексией Иджви «Движение 23 марта» и Альянс реки Конго укрепили свой контроль над семью из восьми территорий Южного Киву — Кабаре, Валунгу, Увира, Физи, Мвенга и теперь Иджви — оставив на данном этапе нетронутой только территорию Шабунда. В тот же день Франция приостановила новые проекты помощи развитию в Руанде и пообещала улучшить гуманитарную помощь примерно семи миллионам перемещённых лиц, пострадавших от конфликта. Одновременно с этим, после захвата вождества Казиба, силы «Движения 23 марта» и Альянса реки Конго двинулись к Рурамбо и Кигараме в вождестве Бафулииру, где они встретили сопротивление со стороны фракции Вазалендо Румы Хондвы. Бои в Рурамбо и Кигараме продолжались до 13 марта, но фракция Хондва в конечном итоге отступила после того, как лидер повстанцев Фулиру Рушаба и его фракция Вазалендо перешли на сторону «Движения 23 марта» и Альянса реки Конго. Вскоре после этого подразделение Вазалендо Рушабы из Масанго приветствовало бойцов «Движения 23 марта» и Альянса реки Конго в Кашаме, уступив несколько стратегических позиций для облегчения их передвижения в этот район. Дезертирство Рушабы было расценено как удар по Оперативной группе — коалиции конголезских и бурундийских сил, союзных с бойцами Вазалендо. Ранее сражавшийся вместе с Ньямусарабой и бурундийскими силами в составе Оперативной группы, Рушаба изменил свою лояльность и спровоцировал новые столкновения в Кашаме, прежде чем он присоединился к «Движению 23 марта» и Альянсу реки Конго в битве с Оперативной группой в Кигараме. Одновременно с этим Сообщество развития Юга Африки объявило о прекращении своего военного вмешательства, объявив о поэтапном выводе войск Миссии Сообщества развития Юга Африки из ДР Конго и о своём согласии с резолюциями саммита Сообщества развития Юга Африки и Восточноафриканского сообщества об объединении мирных процессов в Луанде и Найроби, приветствуя при этом резолюцию Совета Безопасности ООН 2773. В Гоме повстанцы из «Движения 23 марта» и Альянса реки Конго ночью совершили налёт на больницу общины баптистских церквей в Центральной Африке в Ндошо, застрелив мужчину и вызвав массовую панику.
14 марта из-за роста напряжённости в Валикале компания Alphamin Bisie Mining (ABM), крупнейший производитель олова в ДР Конго, расположенная в 180 км к северо-западу от Гомы, в 60 км от Валикале и в 32 км от дороги Валикале-Кисангани, прекратила свою деятельность. В тот же день Совет ЕС объявил об отсрочке санкций в отношении девяти лиц, связанных с продолжающимся насилием, но не назвал их имена, а министры иностранных дел ЕС должны были одобрить санкции 17 марта в Брюсселе. Силы «Движения 23 марта» в Чирунге, столице территории Кабаре, убили предполагаемого боевика Вазалендо, который пытался вытолкнуть их около центральной тюрьмы 14 марта днём. Тем временем министры иностранных дел стран G7 из Канады, Франции, Германии, Италии, Японии, Великобритании и США, а также Высокий представитель ЕС встретились в Квебеке с 12 по 14 марта, осудив наступление «Движения 23 марта» и последовавшее за этим насилие, перемещение людей и нарушения прав человека, одновременно призвав к поддержке посредничества Восточноафриканского сообщества и Сообщества по развитию Юга Африки, привлечению к ответственности за злоупотребления всех вооружённых групп и мирному, всеобъемлющему урегулированию. 15 марта Лоренсу призвал к прекращению огня с полуночи 16 марта, включая прекращение нападений на мирных жителей и территориальных наступлений, чтобы способствовать мирным переговорам в Луанде между правительством Конго и «Движением 23 марта». Однако вместо того, чтобы соблюдать режим прекращения огня, «Движение 23 марта» и Альянс реки Конго заняли деревню Нтеа в группировке Ихана, территория Валикале. Одновременно силы Вазалендо взяли под контроль вождество Казиба и местности Кигарама и Рурамбо в высокогорье Увира. Элементы «Движения 23 марта» и Альянса реки Конго, продвигавшиеся из вождества Казиба, достигли Марунгу и Кахололо, районов, которые служат опорными пунктами для коалиции Твирвахено, Андроид и RED-Tabara, а также размещают лагеря IDP, которые были переданы под защиту Твирвенехо после ухода MONUSCO. На территории Физи Трезор Эбуэла ва Себа, также известный как Эбуэла Мтетези, лидер фракции Вазалендо FPDC-ML, был убит в столкновении с другой фракцией Вазалендо. Источники разведки сообщили, что два военных конвоя Вазалендо из Маниемы, во главе с командиром, идентифицированным как Брауни, направлявшиеся на подкрепление Увире под командованием генерала Уильяма Якутумбы, были перехвачены силами Вазалендо командующего Торонто в Лютете, к северу от Бараки. Последовавшие за этим столкновения продолжались несколько часов, в результате чего погибли Мтетези и несколько других. Некоторые источники утверждали, что Мтетези способствовал наступлению «Движения 23 марта» — Альянса реки Конго в высокогорьях территории Физи и намеревался объединиться с «Движением 23 марта» — Силами обороны Руанды — Альянсом реки Конго, хотя его соратники отрицали эти заявления. 16 марта силы «Движения 23 марта» и Альянса реки Конго захватили Кибуа, расположенный более чем в 80 км от Валикале, проигнорировав призыв о прекращении огня.

#### Дипломатические последствия и наступление на Валикале
На следующий день, 17 марта, две фракции расширили свой территориальный контроль, захватив Мпофи в группировке Утунда, в 52 км от Валикале. Вооружённые столкновения продолжились в деревне Мутакато в группировке Банабанги, что привело к массовому перемещению населения Валикале. Перемещённые лица двигались по дороге RN3 в сторону Кисангани, а деревни вдоль оси Кисангани, включая Лоссо, Мунгеле, Тинги-Тинги, Лубуту, Муби, Нджингала, Лобу и Макана, принимали тысячи беженцев из Валикале. В тот же день Бельгия объявила о взаимных дипломатических мерах после того, как Руанда решила разорвать дипломатические отношения и выслать бельгийских дипломатов в течение 48 часов. Руанда оправдала этот шаг, обвинив Бельгию в неоколониальных амбициях, жестокой исторической роли и враждебности по отношению к Кигали в конфликте в ДР Конго, а также обвинив её в укрывательстве групп, пропагандирующих идеологию геноцида. Министр иностранных дел Бельгии Максим Прево назвал это решение «непропорциональным» и выразил сожаление, что «когда мы не согласны с Руандой, она предпочитает не вступать в диалог». В ответ Бельгия вызвала временного поверенного в делах Руанды, объявила руандийских дипломатов персонами нон грата и приостановила действие соглашений о сотрудничестве с правительствами. Тем временем, как и планировалось ранее, ЕС ввёл целевые санкции в отношении руандийских должностных лиц и лидеров «Движения 23 марта». В число офицеров Сил обороны Руанды, подпадающих под санкции, входят Руки Карусиси, командующий спецназом на востоке ДР Конго; Эжен Нкубито, командующий 3-й дивизией в Северном Киву с 2022 года; и Паскаль Мухизи, командир 2-й дивизии на востоке ДР Конго с 2023 года. В число повстанцев «Движения 23 марта» входят попавший под санкции ЕС лидер Бисимва, уже находящийся под санкциями ООН, вместе с главой вербовки Дезире Рукомерой, полковником Джоном Имани Нзензе, заместителем финансового директора Жан-Боско Нзабонимпа Мупензи и финансовым лидером, ставшим губернатором Северного Киву Жаном Бахати Мусангой, а также числящимся Фрэнсисом Каманзи, генеральным директором Совета по добыче полезных ископаемых, нефти и газа Руанды, эксплуатация конфликтных полезных ископаемых и золотоперерабатывающего завода Гасабо для незаконного импорта золота из территорий, контролируемых «Движением 23 марта». В ответ на это Альянс реки Конго и «Движение 23 марта» отказались от своего участия в переговорах в Луанде, проходивших при посредничестве Анголы, осудив санкции как препятствие диалогу и обвинив международные институты в «саботаже» мирных усилий, заявив, что эти меры усилили предполагаемую «воинственную» позицию Чисекеди. Совместная встреча министров Сообщества по вопросам развития Юга Африки и Восточноафриканского сообщества, состоявшаяся в Хараре, приняла дорожную карту, ожидающую одобрения на последующем саммите, с немедленными мерами, которые должны быть реализованы в течение 30 дней, включая диалог на военном уровне для безоговорочного прекращения огня, прекращения боевых действий, возобновления работы аэропортов Гома и Кавуму и эвакуации зон конфликта. Для контроля за соблюдением был создан совместный механизм проверки (JVM), включающий представителей Сообщества по вопросам развития Юга Африки и Восточноафриканского сообщества с возможным подкреплением от ICGLR и MONUSCO, в то время как техническая группа по оценке из 12-16 экспертов оценивала ситуацию в области безопасности, гуманитарную и инфраструктурную ситуацию в Северном и Южном Киву. Среднесрочные меры (30-120 дней) направлены на укрепление доверия, переговоры и посредничество, при этом пропагандируется декларация о постоянном прекращении огня и расширенная роль MONUSCO. Примечательно, что в заявлении Сообщества по вопросам развития Юга Африки и Восточноафриканского сообщества прямо не признавалось участие Руанды в поддержке «Движения 23 марта». Тем временем Международная контактная группа по району Великих озёр (ICG), возглавляемая Германией и включающая Бельгию, Данию, ЕС, Францию, Нидерланды, Швецию, Швейцарию, Великобританию и США, подтвердила поддержку усилий Анголы по деэскалации, а также призвала к выполнению резолюции Совета Безопасности ООН 2773 и немедленному выводу сил Руанды и «Движения 23 марта» из ДР Конго. В Валикале вооружённые силы ДР Конго и силы Вазалендо, усиленные войсками из Бунии, остановили наступление «Движения 23 марта» и Альянса реки Конго, заставив повстанцев отступить в Мпофи.
18 марта «Движение 23 марта» и Альянс реки Конго вступили в столкновения с силами Вазалендо в Кембе, расположенном между Рувунги и Мпофи вдоль дороги Валикале. Бои продолжались до полудня, Вазалендо начал наступление из Кибуа, в то время как «Движение 23 марта» и Альянс реки Конго пытались укрепить свои позиции в Мпофи. На гуманитарном фронте Конголезский Красный Крест, на который ссылается Amnesty International, сообщил об извлечении 406 тел, включая 110 гражданских лиц, в Южном Киву в период с 17 февраля по 13 марта. Только в Букаву было собрано 43 тела, включая 29 гражданских лиц. Amnesty International связывает эскалацию насилия и жертвы среди гражданского населения в первую очередь с операциями «Движения 23 марта» в регионе. Во время встречи в Дохе при посредничестве эмира Катара шейха Тамима бин Хамада Аль Тани ДР Конго и Руанда договорились о немедленном и безоговорочном прекращении огня, а Чисекеди и Кагаме также приветствовали прогресс в процессах Луанды и Найроби, саммит Восточноафриканского сообщества и Сообщества по развитию стран юга Африки и пообещали продолжить переговоры для долгосрочного урегулирования. 19 марта повстанцы «Движения 23 марта» и Альянса реки Конго захватили оборонительные позиции Вооружённых сил ДР Конго в Нгоре, в 12 км от Валикале, продвигаясь к Мубанде, всего в 4 км от порога Валикале, в то время как войска Вооружённых сил ДР Конго двигались вдоль оси Кисангани. Позже тем же вечером «Движение 23 марта» и Альянс реки Конго захватили Валикале после проведения двухсторонней наступательной стратегии: один контингент вступил в бой с силами Вазалендо в Кембе и Кигоме, а другой продвинулся через Нгору в Мубанду, тем самым отрезав передовые контингенты Вооружённых сил ДР Конго вдоль транзитного коридора Масиси-Валикале. В тот же день Совместное управление ООН по правам человека опубликовало свой доклад о правах человека за январь 2025 года, в котором зафиксировано 309 нарушений по всей ДР Конго, затронувших 808 человек (550 мужчин, 114 женщин, 95 человек неизвестного пола и возраста и 49 детей). На Северное Киву пришлось 60% зарегистрированных нарушений, за ним следуют Итури и Южное Киву (по 13,9%). В Северном Киву зарегистрировано восемь жертв сексуального насилия, связанного с конфликтом (три из них приписываются «Движению 23 марта», три — Демократическим силам за освобождение Руанды и два — Вооружённым силам ДР Конго), в то время как в Южном Киву было три случая (два связаны с Ньятурой Вазалендо и один — Вооружёнными силами ДР Конго). «Движение 23 марта» было определено как основной виновник серьёзных нарушений в отношении детей, на долю которого приходится 69% случаев, за ним следуют Ньятура (12%) и Маи-Маи Мазембе (7%). Тем временем на территории Физи Вазалендо во главе с самопровозглашенным генералом Какобаньей Накаламби столкнулись с коалицией Твирванехо, Андроид и RED-Tabara, объединившейся с «Движением 23 марта», в Микенге, территория Мвенга, в результате чего погибли пять бойцов Твирванехо и несколько других получили ранения.
К 20 марта «Движение 23 марта» и Альянс реки Конго заняли ключевые позиции в Валикале, включая аэродром Кигома, военный лагерь Ньялусукулабуре, трибуну подразделения, территориальный офис и высоту Кирима в Кисиме. Некоторые жители бежали, в то время как другие искали убежища в больнице общего профиля Валикале и на базе «Врачей без границ». Китай подтвердил свою поддержку суверенитета ДР Конго, осудил оккупацию «Движения 23 марта» и призвал к немедленному выводу войск, а также выразил готовность ратифицировать двустороннее соглашение о сотрудничестве в области безопасности с ДР Конго. Тем временем на территории Физи боевые подразделения Вазалендо столкнулись с контингентами Твирванехо, Андроид и RED-Табара в деревне Кавера, в шести километрах от Минембве, в рамках наступательной кампании по возвращению стратегических плацдармов. 21 марта небольшой белый двухмоторный самолёт с неустановленным регистрационным номером приземлился на аэродроме Кигома на 30 минут перед вылетом. Накануне днем ещё один неопознанный самолёт пролетел над Валикале, не приземлившись. Два человека, включая полицейского, скончались от огнестрельных ранений в больнице общего профиля Валикале после столкновений между коалицией «Движение 23 марта» и Альянсом реки Конго и альянсом Вооружённых сил ДР Конго-Вазалендо. Сообщалось о взрывах по всему Валикале, когда Вазалендо начал контрнаступление, в то время как военный самолёт Сухого нанёс авиаудар по аэродрому Кигома. Повстанцы «Движения 23 марта» и Альянса реки Конго выдвинули трёхдневный ультиматум тем, кто укрывался в больнице общего профиля и на базе «Врачей без границ», с требованием вернуться домой. Многие жители опасаются, что это попытка использовать их в качестве живого щита, полагая, что сопротивление Вазалендо далеко от завершения. На территории Увира силы Вазалендо во главе с самопровозглашённым генералом Илунгой Русесемой и генералом Жаном Налубе столкнулись с войсками Сил обороны Руанды, пытавшимися перейти в Муравью. Сообщалось о боях в Маримбе, Рубарати и близлежащих деревнях. Одновременно с этим бойцы Твирванехо и «Движения 23 марта», размещённые в Кахололо, пытались продвинуться к Муравье через Масанго, но столкнулись с сопротивлением Вазалендо. В ходе отдельного манёвра силы «Движения 23 марта» и Сил обороны Руанды попытались перейти из Кагерегере в сторону Муранвии-Минембве. В Минембве Вазалендо вступил в бой с коалицией Твирванехо-RED Табара-Андроид возле Мулиры и Какенге после того, как Вазалендо отбил несколько деревень в секторе Мутамбала. Стратегическая деревня Кавера была отбита Вазалендо, который продолжил наступление на Минембве, вернув себе Кивуму, Ирумбу и Ньягишашу. На территории Масиси Чарльз Калибири, староста деревни Малехе в группировке Камуронза, был казнён в упор неизвестными в районе Бирере 1 в Саке.

#### Последствия вывода войск, неуверенность в мирных усилиях и контрнаступления
22 марта «Движение 23 марта» и Альянс реки Конго объявили о своём выводе из Валикале и близлежащих районов, через три дня после захвата контроля. Они сослались на усилия по «содействию созданию условий для мирных инициатив и политического диалога». В их коммюнике упоминалось одностороннее объявление о прекращении огня от 22 февраля, но при этом предупреждалось, что любое наступление Вооружённых сил ДР Конго на их позиции или гражданских лиц на контролируемых ими территориях сведёт на нет вывод войск. Однако бойцы «Движения 23 марта» и Альянса реки Конго остались на своих позициях в четырёх из шести районов Валикале. В ответ Кайиквамба заметил: «Мы все проходим проверку нашими словами и действиями. Было сделано много обещаний, обязательств и уступок. Посмотрим, действительно ли «Движение 23 марта» отступит и отдаст приоритет диалогу, миру и человеческим жизням, которые до сих пор не были приоритетом». Она подчеркнула необходимость «конкретных действий», подтвердив приверженность ДР Конго миру через диалог, одновременно призвав «Движение 23 марта» рассмотреть вопрос о гражданском благополучии. Вооружённые силы ДР Конго обязались контролировать вывод войск к востоку от Кибати в соответствии с совместной декларацией Катара, ДР Конго и Руанды от 18 марта. Воздерживаясь от начала наступательных операций, Вооружённые силы ДР Конго призвали Вазалендо поддержать деэскалацию и продолжающиеся мирные переговоры, но сохранили за собой право вмешаться, если прекращение огня, гражданское население или территориальная целостность окажутся под угрозой. В тот же день, на фоне затянувшихся военных действий и застопорившихся дипломатических усилий, Кайиквамба заявил, что правительство открыто для прямых переговоров с «Движением 23 марта» с целью прекращения насилия в отношении мирных жителей, заявив: «Учитывая развитие конфликта и неэффективность предыдущих прекращений огня, мы сочли целесообразным вступить в прямые переговоры с «Движением 23 марта», если это может помочь остановить насилие». На территории Валунгу силы «Движения 23 марта» столкнулись с Вазалендо в Ньянгези, Камина-Хилл и Намурамбире, когда Вазалендо попытался вернуть себе центр Мунья. Интенсивные бои привели к массовому перемещению населения, а местные жители сообщали о взрывах по всему региону. В Кисангани четверо детей, спасавшихся от столкновений между Вооружёнными силами ДР Конго и повстанцами «Движения 23 марта» и Альянса реки Конго в Валикале, погибли, когда на них во время сильного дождя в лесу Мика упало дерево. 23 марта повстанцы «Движения 23 марта» были замечены продвигающимися через лес деревни Било-Било недалеко от Муби. Руанда приветствовала передислокацию «Движения 23 марта» из Валикале и остановку Киншасой наступлений Вооружённых сил ДР Конго и Вазалендо, подтвердив свою приверженность региональной стабильности. Тем временем военный губернатор Итури генерал Джонни Лубоя Нкашама столкнулся с публичными угрозами со стороны Мухузи, который назвал его «очень глупым» и обвинил в противодействии операциям Народных сил обороны Уганды. Мухузи предупредил о своём неизбежном аресте и предположил, что Народные силы обороны Уганды захватят Кисангани, если «Движение 23 марта» задержится. Начальник Генерального штаба Вооружённых сил ДР Конго генерал-лейтенант Жюль Банза Мвиламбве прибыл в Кисангани для инспекции воинских частей в 3-й зоне обороны. В Валикале повстанцы «Движения 23 марта» убили мирного жителя и разграбили заброшенный продовольственный склад Вооружённых сил ДР Конго на аэродроме Кигома.
24 марта неопознанный белый двухмоторный самолёт снова приземлился и вылетел с аэродрома Кигома, его происхождение неясно, поскольку Валикале оставался под контролем «Движения 23 марта». Лоренсу заявил, что Ангола исчерпала все усилия по посредничеству в спорах, подпитывающих нестабильность в восточной части ДР Конго, и передаст этот вопрос Африканскому союзу для назначения нового посредника. Совместный виртуальный саммит Сообщества по вопросам развития юга Африки и Восточноафриканского сообщества под сопредседательством президента Кении Уильяма Руто и президента Зимбабве Эммерсона Мнангагвы принял министерский доклад от 17 марта и приказал его реализовать, в то время как лидеры подтвердили обязательства, принятые на саммите Восточноафриканского сообщества и Сообщества по вопросам развития юга Африки 8 февраля, на заседании Совета мира и безопасности Африканского союза 14 февраля и в резолюции Совета Безопасности ООН 2773, подчеркнув необходимость скоординированных усилий по преодолению кризиса. В Гоме тело 13-летней девочки было найдено плавающим в озере Киву, а ещё четыре тела, включая тело 24-летней Бисимвы Мари Вани, были обнаружены в разных районах, поскольку аналитики полагают, что некоторые жертвы, найденные в форме Конголезской республиканской гвардии, были перемещены и одеты в военную форму, чтобы скрыть их личности. 25 марта Вазалендо временно занял Катану на территории Кабаре, прежде чем вскоре отступить. В Валикале Конголезский Красный Крест собрал по меньшей мере 30 тел, в основном гражданских лиц и солдат. К 26 марта повстанцы «Движения 23 марта» и Альянса реки Конго укрепили свои позиции как с воздуха, так и с суши. Самолёт с дополнительными повстанцами «Движения 23 марта» и Альянса реки Конго приземлился на аэродроме Кигома, в то время как подкрепления Вооружённых сил ДР Конго прибыли по суше, укрепив позиции в Боборо, в 24 км от Валикале, с дополнительными войсками из Бируве. Три человека были убиты и ещё трое ранены в ходе столкновений между «Движением 23 марта» — Альянсом реки Конго и силами Вазалендо в деревне Лучембе, которая находится между Булеусой и Русамабу в группировке Икобо Территории Валикале. Затем «Движение 23 марта» и Альянс реки Конго захватили Булеусу, в то время как Вазалендо удерживал Русамабу, вынудив многих жителей бежать в Мирики на юге Территории Луберо. 27 марта Вооружённые силы ДР Конго нанесли авиаудары по аэродрому Кигома после приземления самолёта, используя беспилотники и истребитель Сухой. Бомбардировка была направлена на активы «Движения 23 марта» и Альянса реки Конго, в результате чего были уничтожены самолёт и транспортное средство. Бинту Кейта предупредил Совет Безопасности ООН, что «Движение 23 марта» и Альянс реки Конго расширяют свои операции дальше в Северном и Южном Киву с возможными вторжениями в Чопо и Маниема, и настоятельно призвал к открытию аэропортов Гома и Кавуму для содействия поставкам гуманитарной помощи и ротации войск MONUSCO.
На следующий день, 28 марта, начальники штабов Сообщества по развитию Юга Африки и лидеры Альянса реки Конго-«Движения 23 марта» собрались в отеле Serena в Гоме, чтобы договориться о немедленном выводе региональных сил Сообщества по развитию Юга Африки, Миссии Сообщества по развитию Юга Африки в ДР Конго, из Гомы. Обе стороны подтвердили свою приверженность прекращению огня и безоговорочному выводу Миссии Сообщества по развитию Юга Африки в ДР Конго как «Движения 23 марта» и Альянса реки Конго согласились обеспечить безопасный отъезд войск Сообщества по развитию Юга Африки вместе с их оружием и снаряжением, сдав все имеющееся у них вооружение Вооружённых сил Демократической Республики Конго, а встреча включала совместную оценку международного аэропорта Гомы для повторного открытия, поскольку Сообщество по развитию Юга Африки обязалось провести необходимые ремонтные работы. Сообщается, что 28–29 марта в районе Касика коммуны Карисимби в Гоме четыре молодые девушки были изнасилованы вооружёнными людьми в гражданской одежде. 30 марта Вазалендо атаковал позицию «Движения 23 марта» — Альянса реки Конго в административном офисе Валикале, уничтожил её и продвинулся к военному лагерю Ньялусукула около больницы Валикале, прежде чем отступить. На южном направлении силы «Движения 23 марта» и Альянса реки Конго, патрулирующие дорогу Валикале-Ньяси, столкнулись с Вазалендо в Кампале, расположенной в шести километрах от Валикале, в результате чего погибли семь повстанцев и один боец Музалендо, ещё двое получили ранения. В ответ «Движение 23 марта» и Альянс реки Конго сократили свои патрульные операции в Валикале, переключив своё внимание на обеспечение безопасности Кангамбили, Ньябанги и Сите Бельже — маршруты, которые обычно использовались Вазалендо для своих операций. В коммуне Карисимби в Гоме были обнаружены три тела, все убитые огнестрельным оружием. 31 марта бандиты ворвались в несколько домов в Ндошо, украв телефоны и деньги. Молодая женщина была смертельно ранена. 1 апреля отряды Вазалендо из Альянса патриотов за свободное и суверенное Конго под командованием Жанвье Караири атаковали Масиси с оси Ньябиондо-Букомбо, но были вынуждены отступить из-за логистических неудач, оставив Масиси под контролем «Движения 23 марта» — Альянса реки Конго. В районе Катиндо в Гоме продавец телефонных кредитов Освальд Ншути был смертельно ранен, а его деньги украдены. Ещё одно тело было найдено 2 апреля в Мадженго, Карисимби. «Движение 23 марта» — повстанцы Альянса реки Конго отступили из Валикале в период с 1 по 3 апреля, хотя некоторые источники предполагают, что наступление Вазалендо 2 апреля уже заставило их отступить до того, как 3 апреля туда вошли силы Вооружённых сил ДР Конго. Вооружённые силы ДР Конго и Вазалендо передислоцировались в Валикале, захватив аэродром Кигома, территориальный административный офис и военный лагерь Ньялусукула, что позволило перемещенным лицам вернуться. «Движение 23 марта» переместилось в Касопо и Кибанду, недалеко от границы Масиси-Валикале, после занятия Ньябиондо во время отступления. 3 апреля в Валикале началась стрельба по базе «Врачей без границ», поскольку перестрелка возникла из-за внутреннего спора в Вазалендо, где одна фракция пыталась грабить, а другая выступала против них, в результате чего пять бойцов Вазалендо получили ранения, двое находились в тяжёлом состоянии, а один мирный житель пострадал. В ответ на кризис Франция выделила 3 миллиона евро на чрезвычайную помощь восточной части ДР Конго. Тем временем бывший губернатор Санкуру Жозеф-Стефан Мукумади официально заявил о своей преданности повстанцам «Движения 23 марта» — Альянса реки Конго. В районе Масиси и Нгунгу Вазалендо — Альянс патриотов за свободное и суверенное Конго атаковали силы «Движения 23 марта» — Альянса реки Конго — Сил обороны Руанды в лагере Сайо, намереваясь вновь открыть дорогу. В результате боевых действий шесть человек погибли, восемь получили ранения, двое пропали без вести, в том числе трое детей. 4 апреля Вазалендо-Альянс патриотов за свободное и суверенное Конго разграбили магазины и дома около Нгумбы, прежде чем достичь Бихамбве по пути в Киронге и Бусекере. Позже они перегруппировались около Нумби, чтобы попытаться контрнаступить. 5 апреля в Валикале было обнаружено восемь разложившихся тел, четверо из которых были идентифицированы как солдат Вооружённых сил ДР Конго, полицейский и двое повстанцев «Движения 23 марта», в то время как личности остальных тел, найденных в Мубанде, не удалось установить из-за схожей формы, которую носили Вооружённые силы Демократической Республики Конго и «Движение 23 марта»-Альянс реки Конго. Тем временем Африканский союз официально оформил назначение президента Того Форе Гнасингбе посредником в конфликте ДР Конго-Руанда, заменив Лоренсу. Назначение, ратифицированное во время виртуального заседания Африканского союза, было встречено скептически несколькими конголезскими политическими деятелями.

#### Продолжение стычек и жертв
6 апреля Вазалендо вытеснил повстанцев из «Движения 23 марта» в деревне Бушаку на территории Калехе. Днём позже власти обнаружили ещё десять разложившихся тел в Мубалаке около восточного въезда в Валикале, все они были одеты в военную форму, что усложнило усилия по опознанию. На пресс-конференции представитель ООН Стефан Дюжаррик предупредил, что взрывоопасные остатки войны в Валикале представляют опасность для возвращающихся жителей, настоятельно призвав местные группы не допускать преждевременного возвращения до завершения работ по разминированию и подчеркнув аналогичные риски, о которых сообщалось в Южном Киву, которые подвергают опасности общины и затрудняют гуманитарные усилия. Тем временем на территории Калехе возобновились ожесточённые бои после того, как «Движение 23 марта» назначило Жана Боско Бусейе и Фостена Ндайе администратором и заместителем соответственно. Бушаку, Катале, Кафуфула и Лемера стали свидетелями интенсивных столкновений, сея панику в центре Калехе и Ихуси, где школы пришлось закрыть. Лемера также увидела заметное скопление бойцов Вазалендо. В Гоме около 20 вооружённых бойцов «Движения 23 марта» — Альянса реки Конго штурмовали учреждение «Врачей без границ», предположительно, разыскивая перемещённых лиц. Хотя они не вошли в медицинские зоны, по зданию открыли огонь, убив одного человека, ранив трёх других и подвергнув двух сотрудников жестокому нападению. 9 апреля представители ДР Конго и «Движения 23 марта» начали второй раунд переговоров при посредничестве Катара. Однако обсуждения всё ещё находились на предварительной стадии, и обе стороны не смогли достичь консенсуса по предварительным условиям и рамкам для дальнейшего диалога. Требования «Движения 23 марта» включали амнистию для старших лидеров, официальное одобрение прямого диалога со стороны Чисекеди, отмену законодательства, разрешающего союз с Вазалендо, и существенные полномочия по принятию решений для делегации ДР Конго во время переговоров в Дохе. Напротив, ДР Конго призвала «Движение 23 марта» отказаться от политического контроля над оккупированными территориями, включая Гому и Букаву, наряду с требованиями разоружения и демобилизации. Из-за этих разногласий переговоры были отложены позднее в тот же день, без каких-либо продвижений в направлении установления прекращения огня.
С 9 по 10 апреля группировки Вазалендо из COPACO, APDC/RAD и MCDPN — во главе с самопровозглашёнными генералами Кирикичо Маримбой, Бахиге и Хагумой Мик Миком (также известным как Майке) — отбили несколько населенных пунктов на территории Калехе, включая Лемеру, Бушаку 1 и 2, Ньябаронгву, Мвамивалу Иджви, Чизи, Игали, Бишаку, Шанже, Чамбомбо, Кафуфулу, Катале и Лумбиши. Несмотря на этот прогресс, силы «Движения 23 марта» продолжали контролировать Нумби, город по добыче олова примерно в 14 километрах к востоку от отвоёванных территорий. Войска «Движения 23 марта» также укрепляют свои позиции в Калехе, мобилизуясь из аэропорта Кавуму, расположенного примерно в 137 километрах к югу от спорного региона. Тем временем, на территории Кабаре, отделение Вазалендо Raïa Mutomboki из Буньякири и Калонге столкнулось с повстанцами «Движения 23 марта» в Циванге, недалеко от национального парка Кахузи-Биега 10 апреля. Также сообщалось о новых боях в Мудаке. В Валикале вернувшиеся обнаружили ещё четыре тела — два в Венге (один обезглавленный, мирный житель, убитый «Движением 23 марта»), одно между Венгой и Ньямьяндой (боец «Движения 23 марта» в форме) и одно между Мубандой и Мубалакой. На фоне распространяющихся слухов Объединение конголезцев за демократию/Кисангани – Движение за освобождение (RCD/K-ML) опровергло информацию о том, что его президент Антипас Мбуса присоединился к «Движению 23 марта». Партия подтвердила приверженность Мбусы сопротивлению иностранным посягательствам, оккупации восточного Конго и угрозе, исходящей от Альянса демократических сил в Северном Киву и Итури. Покинув кабинет Самы Луконде, Мбуса получил место национального депутата от Бени на выборах в декабре 2023 года. Однако Africa Intelligence сообщила, что в феврале 2025 года он посетил Кампалу, где у него есть коммерческие интересы, перед тем как вылететь в Европу. Во время визита он, как сообщается, встретился с Мусевени и его сыном Мухузи, чтобы выразить обеспокоенность по поводу вторжения «Движения 23 марта» в районы, где преобладает община нанде. 11 апреля «Движение 23 марта» захватило семь деревень на территории Луберо, а именно Касенге, Лугханга, Киуто, Касики, Мукеберва, Бвавинва и Пита Конго, после столкновений с Вазалендо. Хотя Народные силы обороны Уганды пытались блокировать манёвры «Движения 23 марта» на территории с конца февраля, сообщения указывали на то, что рассматриваются соображения о выводе войск Народных сил обороны Уганды с территории Луберо. Тем временем «Движение 23 марта» отразило наступление Вазалендо вокруг Масиси и начало незначительные контратаки в близлежащих деревнях. Ранее Вазалендо сражался с «Движением 23 марта» около Масиси, но после отступления «Движение 23 марта» вернуло себе деревню Буабо, примерно в девяти милях к юго-западу. В тот же день бои также возобновились в деревне Лвангуба, в трёх милях к югу от Масиси. На окраине Гомы произошли столкновения в группировке Русайо вождества Букуму внутри национального парка Вирунга, когда Вазалендо пытался вытеснить повстанцев «Движения 23 марта» и Альянса реки Конго из города. Сильные выстрелы и взрывы разнеслись по кварталам Гомы — Кьешеро, Ндошо, Мугунга и Лак-Верт, — вызвав массовую панику, особенно в Кьешеро, где взрывы были наиболее интенсивными.
12 апреля «Движение 23 марта» — Альянс реки Конго официально аннулировало своё соглашение о сотрудничестве с Сообществом развития юга Африки, обвинив Миссию Сообщества развития юга Африки в ДР Конго и Вооружённые силы ДР Конго в совместных операциях. В тот же день бои возобновились на территории Кабаре, особенно в деревнях Катана, Кабамба, Лвиро и Ньякадака, где конвой «Движения 23 марта» открыл огонь по силам Вазалендо около плантации Ньякадака. Вазалендо передислоцировался в Кабамбу и центр Кавуму, хотя никаких прямых столкновений там не было. Тем не менее, «Движение 23 марта» сохранило контроль над аэропортом Кавуму. 13 апреля правительство Конго осудило нападения в Гоме, обвинив Руандийские силы обороны и «Движение 23 марта», и сообщило о 52 смертях, 72 изнасилованиях, многочисленных казнях без суда и следствия и сотнях пропавших без вести в период с 6 по 11 апреля. Оно также обвинило Руанду и её союзников в систематическом разграблении ресурсов с оккупированных территорий для финансирования продолжающегося конфликта. В тот же день фракции Вазалендо Движение за перемены (MAC) и Райя Куджикомбоа сражались с «Движением 23 марта» в Кибанде и Касопо (на границе Масиси-Валикале), оттеснив их к деревне Каанджа, расположенной на стыке Бухимбы (группировка Валоа-Юнгу) и Кашебере (группировка Люберике), обе на территории Валикале. Вазалендо взял под контроль Кибанду и Касопо, в то время как «Движение 23 марта» удерживало Кашебере и Каанджу. На территории Кабаре «Движение 23 марта» вернуло Кабамбу, а между 13 и 14 апреля трагический инцидент произошёл недалеко от Гомы, где отец и сын были убиты в своём доме, а мать получила ранения. На следующую ночь 14-15 апреля нападавшие напали на пастора в Вирунге, вымогая у него деньги. Появилось несколько сообщений о жестоком обращении «Движения 23 марта» с гражданскими лицами, например, вирусное видео, показывающее публичную порку на стадионе «Стад де л'Юните». Сообщалось о принудительной вербовке, вымогательстве и повсеместном запугивании. Присутствие «Движения 23 марта» дестабилизировало местную экономику: банки закрылись, цены на продукты питания взлетели, а налоги выросли — например, на рынке Аланин (Marché Alanine), где налог увеличился в четыре раза, с 500 до 2000 франков КФА. «Движение 23 марта» предположительно использует CADECO для управления этими сборами. 16 апреля «Движение 23 марта» — Альянс реки Конго и Силы обороны Руанды выбили Вазалендо из пяти деревень на территории Калехе: Бушаку 1, Бушаку 2, Лемера, Кашеке и Мабингу. Тем временем в Саке произошёл взрыв, в результате которого погиб один ребёнок и трое получили ранения, когда они собирали металлолом, одним из которых была неразорвавшаяся взрывчатка. С 15 по 16 апреля силы безопасности Конго провели несанкционированный обыск резиденции Кабилы в Киншасе, ища украденное государственное военное оборудование, в том числе на складах, в контейнерах и различных транспортных средствах. Второй рейд последовал 17 апреля. В тот день на территории Ньирагонго радио Okapi сообщило о похищениях и произвольных задержаниях «Движением 23 марта», часто сопровождавшихся избиениями и обысками телефонов. Задержанных часто перевозили в неизвестные места, включая подземные тюрьмы. Также 17 апреля Массад Булос, старший советник президента США Дональда Трампа по арабским, ближневосточным и африканским делам, призвал Руанду прекратить поддержку «Движения 23 марта» и вывести свои войска из восточной части ДР Конго. Булос добавил, что администрация Трампа взвешивает весь спектр дипломатических и экономических вариантов для содействия миру.

#### Политические и региональные последствия
18 апреля Кабила вернулся в Гому через пограничный пост «Grande barrière», соединяющий Гисеньи и Гому. Его прибытие вызвало политические споры. Генеральный секретарь Союза за демократию и социальный прогресс (UDPS) Огюстен Кабуя обвинил Кабилу в соучастии в восстании «Движения 23 марта» — Альянса реки Конго, заявив, что его возвращение было признанием ответственности. Представитель правительства Патрик Муйяя заметил 19 апреля, что Кабила был связан с восстанием в течение нескольких месяцев. Министр юстиции Мутамба инициировал судебное разбирательство против Кабилы и его предполагаемых сообщников, приказал конфисковать его активы и приостановил всю общенациональную деятельность Народной партии за реконструкцию и демократию (PPRD). Министр внутренних дел Жакмен Шабани обвинил Кабилу в обострении восточного конфликта и раскритиковал молчание Народной партии за реконструкцию и демократию по поводу руандийской агрессии. В период с 19 по 20 апреля двое мирных жителей были убиты в районах Ндошо и Касика в Гоме вооружёнными людьми в военной форме. Одной из жертв был директор по исследованиям в Институте Туунгане. 20 апреля в группировке Луберике на территории Валикале, оккупированной повстанцами «Движения 23 марта», пара была убита во сне неизвестными вооружёнными людьми в лесу Кибати, где они искали убежища от продолжающегося конфликта. Тем временем деревни Кабамба, Бугаманда, Бушаку 1, Бушаку 2, Кайейе, Лемера и Кашеке, расположенные вдоль оси Букаву-Калехе, были отбиты в ходе совместной кампании Вооружённых сил ДР Конго и Вазалендо. Повстанцы из «Движения 23 марта» — Альянса реки Конго покинули этот район, не сделав никаких заявлений. Отступая, повстанцы занимались широкомасштабным вымогательством, грабили местные предприятия в торговом центре Кашеке, отбирали у пешеходов телефоны и деньги и заставляли некоторых мирных жителей, особенно молодежь, нести свои вещи. Многочисленные дома вдоль Национальной дороги №2 были разграблены, а повстанцы использовали взрывчатку и сильный огонь, заставляя жителей оставаться в своих домах. В Ирамбо продолжительная перестрелка между силами Вазалендо и «Движения 23 марта» продолжалась более часа. После стычки мужчина в возрасте тридцати лет был смертельно ранен в помещении католического прихода Ирамбо Калехе. 21 апреля, несмотря на предыдущие отступления, элементы «Движения 23 марта» — Альянса реки Конго продолжали действовать на территории Валикале, в частности в Кашебере и Кибати. В тот день Actualite.cd сообщил, что 32 человека погибли, а многие другие пропали без вести в течение того, что было официально признано периодом прекращения огня «Движением 23 марта» — Альянсом реки Конго в Валикале. На следующий день Вооружённые силы ДР Конго атаковали позиции «Движения 23 марта» в Микумби, отбросив силы повстанцев за пределы Кибати и продвинувшись к Кашебере, расположенному на границе территорий Валикале и Масиси. Тем временем «Движение 23 марта» — Альянс реки Конго вышли из мирных переговоров в Дохе, сославшись на возражения против проекта коммюнике, который связывал переговоры со встречей Чисекеди–Кагаме и призывал к всеобщему разоружению всех вооружённых группировок. Они также потребовали, чтобы Вооружённые силы ДР Конго и Вазалендо вывели свои войска из Валикале, обставив своё собственное отступление как жест доброй воли.
23 апреля Радио Okapi сообщило, что «Движение 23 марта» — Альянс реки Конго перегруппировались около Луберике, чтобы восстановить контроль. Тем временем Actualite.cd сообщил, что группа разграбила медицинские принадлежности и похитила трёх медсестёр из медицинского центра Кашебере в медицинской зоне Кибуа. В тот же день, после переговоров в Дохе при посредничестве Катара, Лоуренс Канюка и Папи Мбуйи Кангуву подписали совместное заявление, в котором выразили приверженность работе над официальным перемирием и осуществлению прекращения огня. Они пообещали «немедленное прекращение боевых действий», осудили «язык вражды и запугивания» и признали необходимость устранения коренных причин конфликта при поддержке гражданского общества. Катарские и бельгийские официальные лица приветствовали прогресс, а президент Гнасингбе встретился с посланником ООН Ся Хуаном в Ломе для продвижения региональных посреднических усилий, при этом ООН выразила полную поддержку мирной инициативе Того. 24 апреля Вооружённые силы ДР Конго и Вазалендо столкнулись в Ругенге и на высотах Увира, где стрельба была приписана движениям Вооружённых сил ДР Конго, намеревавшимся консолидировать контроль над Увирой, которая стала новой столицей провинции после падения Букаву. На территории Валикале Вазалендо обвинил «Движение 23 марта» — Альянс реки Конго в нарушении режима прекращения огня после нападения в деревне Буруби, недалеко от Мутонго, и попытки продвижения по оси Мутонго–Лвибо. В то же время деревня Малембе в группировке Валоа Лоанда была оставлена из-за вторжения ополчения Май-Май Кифуафуа во главе с Санго Макуча, что вызвало массовое перемещение гражданского населения в окружающие леса. Напряжённость возникла из-за раскола руководства внутри группировки после смерти предыдущего лидера, Дельфина Мбаенды, и последующей борьбы за власть с конкурирующей фракцией во главе с Шукуру Булендой. Несмотря на внутренние разногласия, фракция Май-Май Кифуафуа сохраняет связь с Вооружёнными силами Демократической Республики Конго на территории Валикале.
25 апреля силы Вазалендо нанесли ответные удары по позициям «Движения 23 марта» — Альянса реки Конго в Касопо, в конечном итоге захватив контроль. Разгромленные силы «Движения 23 марта» впоследствии отступили к Каандже, недалеко от Ньябиондо. В тандеме Вазалендо начал дополнительные наступления, нацеленные на деревню Киньюмба, стратегически расположенную вдоль оси Ньябиондо–Мутонго–Пинга. В тот же день Actualite.cd сообщил об отступлении «Движения 23 марта» — Альянса реки Конго из Кибати в сторону Кашебере, при этом повстанцы были замечены перевозящими багаж — возможно, из-за растущего давления со стороны наступающих сил Вазалендо. Тем временем в Вашингтоне, округ Колумбия, ДР Конго и Руанда совместно ратифицировали декларацию принципов, направленную на установление прочного мира, обязавшись взаимно признавать суверенитет друг друга, решать вопросы безопасности и содействовать экономической интеграции, возвращению перемещенных лиц, поддержке MONUSCO и разработке мирного соглашения. Документ подписали министр иностранных дел Конго Тереза Кайиквамба Вагнер и министр иностранных дел Руанды Оливье Ндухунгире в присутствии госсекретаря США Марко Рубио. Секретарь Рубио подчеркнул важность этих обещаний для достижения мира и экономического роста в регионе, отметив, что устойчивый мир будет способствовать увеличению иностранных инвестиций. Обе стороны согласились представить предварительное мирное соглашение к 2 мая. However, on 27 April, M23-AFC retook Kaziba Chiefdom after clashes forced Wazalendo to retreat. 29 апреля войска Сообщества по вопросам развития Юга Африки начали вывод войск из Гомы через Гранд-Барьер после ультиматума «Движения 23 марта», требовавшего их вывода из районов, удерживаемых повстанцами.

## Анализ

### Роль Руанды
В результате успехов «Движения 23 марта» в 2022 году Бинту Кейта, высокопоставленный представитель ООН в ДР Конго, описал группу как «ведущую себя как обычная армия, а не вооружённая группа», и предупредил, что возможности группы превосходят возможности MONUSCO. По словам исследователей Совета Безопасности ООН, присутствие людей в руандийской форме среди повстанцев было доказано с помощью фотографий и кадров с беспилотников, что частично объясняет возросший профессионализм сил «Движения 23 марта». Конголезский исследователь Джосафат Мусамба согласился, утверждая, что «очевидно, что есть поддержка» возрождения «Движения 23 марта». Директор Congo Research Group Джейсон Стернс заявил, что, хотя не было «никакой уверенности» в поддержке Руандой наступления «Движения 23 марта», огневая мощь повстанцев и различные сообщения с передовой делают участие Руанды «весьма вероятным». Независимо от возможной роли Руанды в наступлении, аналитики предупредили, что «Движение 23 марта» никогда не было просто руандийской пешкой и всегда придерживалось собственной повестки дня.
В начале августа 2022 года в докладе для ООН, подготовленном независимыми исследователями, были представлены дополнительные доказательства поддержки Руандой «Движения 23 марта», включая фотографии и видеозаписи, на которых руандийские солдаты перебираются на территорию Конго, а войска «Движения 23 марта» вооружены руандийским оружием. В октябре руандийский солдат сдался MONUSCO в Кивандже; правительство Конго расценило это как ещё одно доказательство поддержки Руандой наступления повстанцев. К январю 2023 года Соединённые Штаты, несколько европейских стран и эксперты ООН считали, что Руанда поддерживает «Движение 23 марта».
К 2025 году, по оценкам, в Конго сражались от 4000 до 7000 солдат Сил обороны Руанды, которые понесли значительные потери. Спутниковые снимки также показали значительное расширение военного кладбища Каномбе в Кигали, где с начала наступления было вырыто не менее 600 могил.

### Мотивы «Движения 23 марта»
Стернс утверждал, что новое наступление «Движения 23 марта», возможно, было направлено на принудительное включение группы в программу разоружения, демобилизации и реинтеграции (DDR). Предыдущие попытки «Движения 23 марта» стать частью этого процесса, в том числе после соглашения 2013 года, потерпели неудачу из-за значительного сопротивления со стороны конголезской общественности. Одной из проблем, препятствующих любым попыткам добиться полной демобилизации «Движения 23 марта», является тот факт, что несколько членов повстанческой группировки, как известно, совершили различные военные преступления за несколько лет участия в повстанческих движениях, ещё до того, как возникло само «Движение 23 марта». Это делает их интеграцию в конголезские силы безопасности или вознаграждение их амнистиями труднооправданными в ДР Конго.

### Цитируемые работы
- Easing the Turmoil in the Eastern DR Congo and Great Lakes (PDF). Crisis Group Africa Briefing (181). Nairobi, Brussels: International Crisis Group. 2022-05-25. Архивировано из оригинала (PDF) 2022-05-25. Дата обращения: 2022-06-13. {{cite journal}}: |archive-date= / |archive-url= несоответствие временной метки; предлагается 25 мая 2022 (справка)